# Élections régionales françaises de 2010
Les élections régionales françaises de 2010 ont eu lieu les 14 et 21 mars et renouvellent les 25 conseils régionaux de métropole et d'outre-mer ainsi que l'Assemblée de Corse.
Lors du premier tour, la droite parlementaire enregistre son plus mauvais score sous la Ve République, tous scrutins confondus, avec 27 % des suffrages exprimés. Ce premier tour est également marqué par une forte abstention (53,67 %), l'effondrement du MoDem (4,20 %) et une remontée relative du FN (11,42 %) par rapport aux dernières élections, mais une baisse de 3,28 points par rapport aux élections régionales de 2004. La gauche remporte à nouveau la Guadeloupe.
Au second tour, la gauche confirme son succès du premier tour en atteignant un score national de 54,1 % des voix, tandis que la droite parlementaire est loin derrière avec 35,4 % des voix. Pour sa part, le Front national obtient 9,2 % des voix et progresse dans les douze régions où il a pu se maintenir entre les deux tours. Sur les 25 régions restant en jeu, la gauche en remporte 22. En métropole, seule l'Alsace reste à droite.

## Mode d'élection des conseillers régionaux

Logotype publié par le ministère de l'Intérieur à l'occasion des élections.

Le mode de scrutin est fixé par le Code électoral. Il précise que les conseillers régionaux sont élus tous les six ans (quatre ans pour l’élection de 2010).
Les conseillers régionaux sont élus dans chaque région au scrutin de liste à deux tours sans adjonction ni suppression de noms et sans modification de l'ordre de présentation. Chaque liste est constituée d'autant de sections qu'il y a de départements dans la région.
Si une liste a recueilli la majorité absolue des suffrages exprimés au premier tour, le quart des sièges lui est attribué. Le reste est réparti à la proportionnelle suivant la règle de la plus forte moyenne. Une liste ayant obtenu moins de 5 % des suffrages exprimés ne peut se voir attribuer un siège.
Sinon on procède à un second tour où peuvent se présenter les listes ayant obtenu 10 % des suffrages exprimés. La composition de ces listes peut être modifiée pour comprendre les candidats ayant figuré au premier tour sur d’autres listes, sous réserve que celles-ci aient obtenu au premier tour au moins 5 % des suffrages exprimés et ne se présentent pas au second tour. À l’issue du second tour, les sièges sont répartis de la même façon.
Les sièges étant attribués à chaque liste, on effectue ensuite la répartition entre les sections départementales, au prorata des voix obtenues par la liste dans chaque département.
Les conseillers à l’Assemblée de Corse sont élus au scrutin de liste à deux tours avec dépôt de listes complètes comportant autant de noms que de sièges à pourvoir, sans adjonction ni suppression de nom et sans modification de l'ordre de présentation. Le mode de scrutin diffère par la prime à la liste majoritaire qui est de neuf sièges sur 51. De plus, il n’y a pas de section de département et le seuil pour accéder au second tour est de 7 %.

## Contexte national, rapports de force politiques

La couleur politique des conseils régionaux sortants.

### Une situation incertaine
À la suite des élections de 2004, qui ont vu une victoire historique du Parti socialiste et de ses alliés (Les Verts et le PCF principalement), seules deux régions métropolitaines, l'Alsace et la Corse, sont gérées par la droite. En six ans, la gauche n'a pas remporté d'élection nationales, alors que les municipales et les cantonales de 2008 lui ont permis de progresser au Sénat. Elle a l'avantage de présenter de nombreux sortants dans une élection intermédiaire traditionnellement favorable à l'opposition au gouvernement, et l'inconvénient de se présenter divisée avec notamment une forte concurrence entre le PS et les écologistes.
La droite (l'UMP et ses alliés du Nouveau Centre principalement) est sortie victorieuse de la présidentielle et des législatives en 2007, et en tête lors des européennes en 2009 grâce à la division des partis de gauche.
La droite apparait en position de force au regard de ses succès précédents mais elle dispose d'une réserve de voix très limitée pour le deuxième tour, à la suite des accords politiques passés avec le Mouvement pour la France de Philippe de Villiers et le mouvement Chasse, pêche, nature et traditions de Frédéric Nihous. Au second tour, elle ne peut compter que sur un report de voix partiel du MoDem et du FN, si ceux-ci ne parviennent pas à se maintenir ou à fusionner avec d'autres listes à l'issue du premier tour. Traditionnellement les élections intermédiaires sont difficiles pour le pouvoir en place. L'impopularité de celui-ci, avant le scrutin, accroit cette situation.
L'extrême droite est pour sa part affaiblie depuis la présidentielle sans avoir disparu pour autant mais semble bénéficier du débat sur l'identité nationale et d'un retour d'une partie de ses électeurs séduits par Nicolas Sarkozy en 2007.

### Positionnements et stratégies des partis politiques

#### Gauche antilibérale et extrême gauche
Comme pour les élections européennes de 2009, une longue série de négociations a lieu entre des organisations de la gauche antilibérale et d'extrême gauche, au premier rang desquelles le Nouveau Parti anticapitaliste (NPA), le Parti de gauche (PG) et le Parti communiste français (PCF), sur la perspectives de listes communes aux élections régionales.
Le principal point de clivage porte sur le rapport au Parti socialiste (PS). Le NPA refuse de cogérer des conseils régionaux avec le PS, considérant que l'orientation politique du PS est incompatible avec celle du NPA. À l'inverse, le PCF et le PG (créé en scission du PS mais allié du PCF lors des précédentes élections européennes) souhaitent continuer à gérer des conseils régionaux avec le PS.
Les négociations nationales ne permettent pas d'aboutir à un accord, mais des discussions se poursuivent à l'échelle régionale. Finalement, cette alliance large à gauche du PS ne se réalise que dans trois régions : Languedoc-Roussillon, Pays de la Loire et Limousin.
- Front de gauche :

- - Parti communiste français

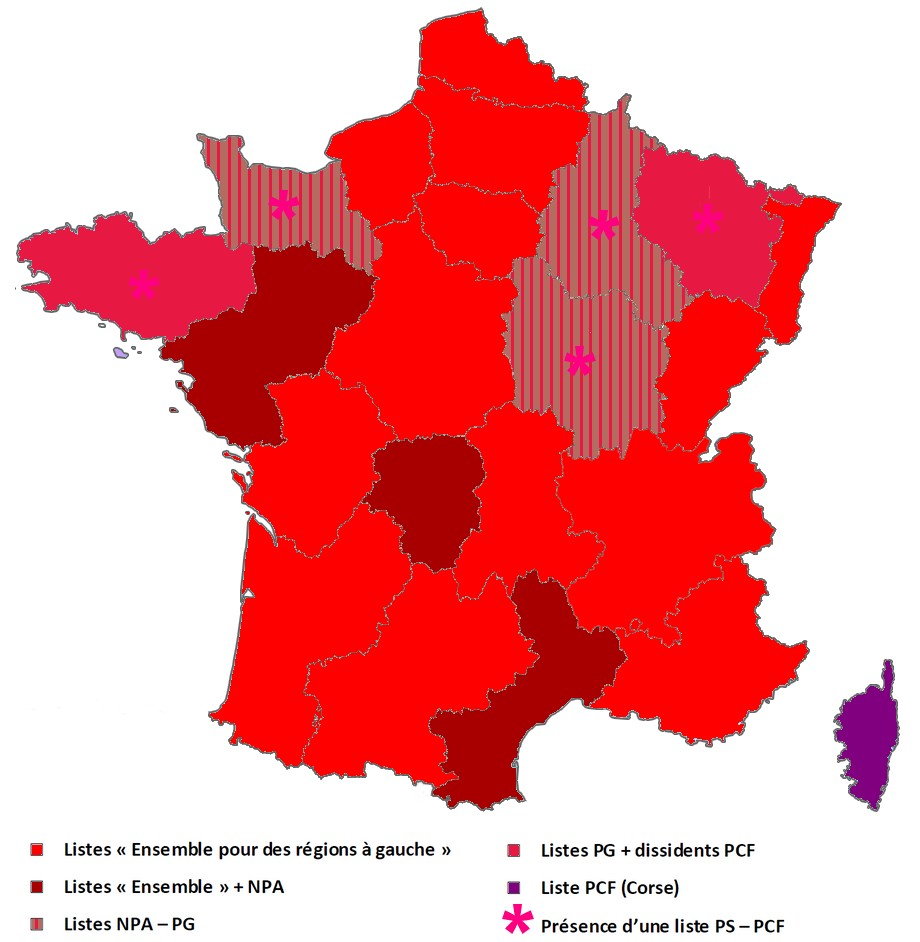
Cartographie de la situation du Front de gauche ou des alliances du PCF et du PG au 1er tour. Sauf indication contraire, le NPA ne fait pas alliance avec ces formations, tout comme LO.

Après en avoir débattu, le Conseil national du PCF se prononce pour une alliance au premier tour avec ses partenaires du Front de gauche en autonomie par rapport aux listes présentées par le PS et Europe Écologie, ainsi que pour une fusion au second tour avec les autres listes de gauche, si celles-ci n'accueillent pas le MoDem. La décision est cependant revenue aux militants qui ont défini la stratégie dans chaque région. 17 des 22 fédérations régionales se sont prononcées pour un Front de gauche « élargi ». Cinq l'ont rejeté au profit d'une liste commune avec le PS dès le premier tour (Bourgogne, Champagne-Ardenne, Lorraine, Basse-Normandie et Bretagne). Dans plusieurs régions, les résultats de la consultation ont fait l'objet de fortes contestations amenant des militants à se présenter sur des listes concurrentes comme en Lorraine où des dissidents du PCF rejoignent une liste intitulée « Front Lorrain de gauche »,,.
- - Parti de gauche

Le PG est partie prenante d'un Front de gauche élargi dans 16 des 17 régions où le PCF a décidé de partir de manière autonome. Dans les cinq régions où celui-ci est allié avec le PS, le PG constitue des listes d'union, soit avec le NPA, soit dans une configuration proche de celle du Front de gauche avec des dissidents communistes comme en Lorraine. Dans tous les cas, il est associé avec les autres organisations constituant « l'autre gauche ». Le PG prend la tête de ces listes en Languedoc-Roussillon, en Pays de la Loire et en Rhône-Alpes. Après avoir revendiqué pour Jean-Luc Mélenchon la tête de liste de la région Île-de-France, il y a finalement renoncé pour se ranger derrière la candidature de Pierre Laurent.
- Nouveau Parti anticapitaliste

Après cinq mois de négociations et un vote des militants, le conseil politique national du NPA acte l'échec des négociations nationales avec les autres forces de la « gauche radicale », tout en poursuivant les discussions locales. Le texte adopté confirme les « fusions techniques » de deuxième tour avec les partis de gauche, sans participation aux exécutifs. Le NPA présente finalement ses propres listes dans quinze régions, fait campagne avec le Front de gauche dans trois régions et conjointement avec le PG dans trois des cinq régions où le PS et le PCF font liste commune (à l'exception de la Bretagne et la Lorraine).
- Lutte ouvrière

Contrairement à 2004 où elle s'était alliée à la LCR (dissoute depuis dans le NPA), LO présente cette fois des listes autonomes.
- Autres formations :

La Fédération pour une alternative sociale et écologique (FASE), Les Alternatifs, le Mouvement politique d'éducation populaire (M'PEP), le Parti communiste des ouvriers de France (PCOF) et l'association République et socialisme se sont prononcés pour un accord national avec les composantes du Front de gauche. Dans les régions où le PCF est associé avec le PS, ces organisations ont conclu des accords avec le PG et le NPA. Plusieurs groupements décroissants se joignent à ces listes d'union dans certaines régions, notamment en Bretagne.

#### Écologistes
- Alliance écologiste indépendante

Après ses 3,6 % aux élections européennes de 2009, l'AEI, qui rassemble le Mouvement écologiste indépendant (MEI), Génération écologie (GE) et La France en action (LFA), présente des listes autonomes dans 10 régions métropolitaines. Des accords entre l'AEI et d'autres listes ont parfois été conclus, généralement là où le MEI avait la responsabilité de mener les campagnes de l'AEI : avec Europe Écologie en Alsace et Midi-Pyrénées, avec le MoDem en Auvergne, Franche-Comté, Pays de la Loire et Poitou-Charentes. Dans le Nord-Pas-de-Calais, GE a rejoint la liste régionaliste autour du MoDem, de gaullistes sociaux et de plusieurs mouvements écologistes,,,. Dans d'autres régions, l'AEI est divisé comme en Île-de-France où GE soutient le MoDem.
Les divergences observées ailleurs entre l'AEI et Europe Écologie portent principalement sur la stratégie de second tour puisque l'AEI refuse les fusions et renvoie droite et gauche dos à dos alors qu'Europe Écologie envisage des fusions à gauche. De plus, certaines personnalités de l'AEI suscitent de fortes réticences chez les Verts. Une controverse sur la marque « Europe Écologie » oppose désormais les deux rassemblements, particulièrement en Île-de-France, le chef de la FEA Jean-Marc Governatori en revendiquant la propriété, Europe Écologie et les Verts l'antériorité.
- Cap21 (composante du Mouvement démocrate)

Le parti de Corinne Lepage a d'abord cherché à rapprocher dès le premier tour le MoDem et Europe Écologie. Face aux refus des deux formations, puis aux différences d'approches régionales, Cap 21 a laissé chaque région libre de sa stratégie. Dans la plupart des régions, il continue son partenariat avec le MoDem. Cependant dans sept régions (Alsace, Haute-Normandie, Île-de-France, Languedoc-Roussillon, Lorraine, Pays de la Loire et Provence-Alpes-Côte d'Azur), Cap21 rejoint ou soutient les listes d'Europe Écologie. Dans plusieurs autres régions des négociations similaires ont échoué.
- Europe Écologie

Fort de son succès aux européennes de juin 2009, le mouvement, qui garde pour cette élection le nom « Europe Écologie », présente des listes dans toutes les régions, sans s'allier aux autres partis, mais en intégrant à titre individuel des candidats qui en sont issus (PS-PCF-Cap21).
Europe Écologie regroupe Les Verts, les régionalistes de la fédération Régions et peuples solidaires, des démissionnaires du PS (Eric Loiselet, Pierre Larrouturou, etc.), des dissidents du PCF (Daniel Breuiller, maire d'Arcueil, Stéphane Gatignon, maire de Sevran, etc.), des membres d'associations écologistes, ainsi que des personnalités de la société civile comme le chercheur Philippe Meirieu, la magistrate Laurence Vichnievsky, le responsable de la Confédération paysanne François Dufour ou le diplomate et résistant Stéphane Hessel. On retrouve également diverses personnalités associatives ou politiques comme Augustin Legrand, fondateur des Enfants de Don Quichotte, Emmanuelle Cosse, ancienne présidente d’Act Up, Robert Lion et Bruno Rebelle, respectivement ancien président et ancien directeur de Greenpeace France.
Les candidats indépendants des Verts représentent la moitié des têtes de listes départementales et sont têtes de listes régionales dans six régions (Auvergne, Basse-Normandie, Bretagne, Champagne-Ardenne, Provence-Alpes-Côte d'Azur et Rhône-Alpes).
Aucun accord national n'a été passé avec d'autres partis mais, en Alsace, Midi-Pyrénées et dans le Nord-Pas-de-Calais, le MEI, dont notamment Antoine Waechter, ont intégré les listes d'Europe Écologie.
Au second tour, les listes Europe Écologie envisagent de fusionner avec les autres listes de gauche. Par contre, comme dans les autres partis de gauche, l'attitude à observer vis-à-vis du MoDem fait débat. Europe Écologie espère, comme aux européennes de juin 2009, dépasser le PS dans certaines régions pour pouvoir en revendiquer la présidence et ne veut plus être un simple supplétif du PS.

#### Parti socialiste et alliés
Le Parti socialiste aurait aimé renouveler sa stratégie gagnante de 2004 où, dans les deux-tiers des régions, il était parti dès le premier tour avec une large liste d'union regroupant tous les partis de l'ancienne majorité plurielle. Après les décisions du PCF et des Verts de prendre part à d'autres alliances au premier tour, seuls le PRG (sauf en Bretagne) et le MRC font liste commune avec les socialistes dès le premier tour. Le PS a ouvert ses listes à des personnalités associatives (telle le professeur Isabelle This-Saint-Jean, ancienne présidente du collectif « Sauvons la recherche), d'anciens sportifs (Stéphane Caristan, Roxana Maracineanu, Gwendal Peizerat), des syndicalistes (Denis Parise, ex-Molex). Jean-Luc Romero, ancien membre de l'UMP, est candidat sur une liste socialiste. L'option de listes d'alliance avec le MoDem, un temps envisagée par certains dirigeants du PS, a été écartée. Seule Ségolène Royal en Poitou-Charentes a tenté et partiellement réussi cette alliance dès le premier tour : cinq candidats du MoDem de Charente-Maritime l'ont rejointe. Dans plusieurs régions, les candidats socialistes ont réussi à attirer sur leurs listes quelques conseillers Verts ou communistes sortants, qui entrent en dissidence de leurs partis respectifs, qui qualifient ces ralliements de débauchages individuels.
Le PS a reconduit tous ses présidents et ses deux présidentes sortantes, sauf Georges Frêche (cf cas particulier du Languedoc-Roussillon). Ni Ségolène Royal ni Georges Frêche n'ont participé à la convention de ratification des listes le 12 décembre à Tours. L'objectif affiché par Martine Aubry est de gagner toutes les régions.

#### Mouvement démocrate
Après le relatif échec des élections européennes, le Mouvement démocrate (MoDem) a tenté de clarifier la stratégie à adopter, voulant éviter de se retrouver dans la situation des municipales de 2008, où sa stratégie variable selon les villes était jugée illisible. Le MoDem choisit d'avoir des listes autonomes au premier tour sans préciser ce qu'il fera au second. Sa composante écologiste, Cap21, s'est alliée dans certaines régions avec Europe Écologie, tout en restant composante du MoDem à qui elle donne rendez-vous au second tour avec l'idée de listes communes. Dans plusieurs régions comme la région PACA, le choix d'une tête de liste et la composition de celles-ci semblent difficiles. Dans quatre régions, les listes sont communes avec l'AEI, mais en Languedoc-Roussillon cette alliance a échoué conduisant le MoDem a ne pas déposer de liste.
Néanmoins, compte tenu de la forte opposition à Nicolas Sarkozy affichée et malgré la proposition d'arc central faite par son chef François Bayrou, la plupart des observateurs estiment que la fusion avec des listes UMP est assez improbable. Mais les fusions à gauche sont également difficiles compte tenu de la réticence des partis de gauche. Alors que les premiers sondages le créditent de moins de voix qu'aux européennes, la simple réédition du score de juin 2009 ne permettrait le maintien du MoDem au second tour que dans deux régions.

#### Droite parlementaire
- Majorité présidentielle

Depuis sa création, l'Union pour un mouvement populaire (UMP) a su fédérer l'ensemble des partis de la droite traditionnelle. Le Mouvement pour la France (MPF) de Philippe de Villiers et Chasse, pêche, nature et traditions (CPNT) rejoignent le Comité de liaison de la majorité présidentielle en 2009 : il y a donc des listes UMP dans toutes les régions, regroupant toutes ses composantes. Le Nouveau Centre avait menacé, s'il n'obtenait pas cinq têtes de listes, de partir seul, de même que le Parti chrétien-démocrate de Christine Boutin en Pays de la Loire, s'il n'était pas mieux représenté sur les listes de la majorité, mais ces partis ont finalement décidé de faire liste commune avec l'UMP. Après les européennes, l'UMP espérait reprendre plusieurs régions à la gauche. Mais ces ambitions ont été revues à la baisse au vu des premiers sondages. Plusieurs ministres tels Hubert Falco ou Roselyne Bachelot ont refusé de conduire des listes régionales, arguant de l'impossibilité de cumul avec la fonction de ministre ou avec leur fonction de maire, et se contentent de conduire des sections départementales. Néanmoins trois ministres et cinq secrétaires d'État conduisent des listes régionales. Huit autres membres du gouvernement figurent sur les listes.
- Le mouvement gaulliste Debout la République (DLR) de Nicolas Dupont-Aignan, extérieur à la majorité présidentielle, présente ses propres listes dans trois régions (Île-de-France, Lorraine, Haute-Normandie) en alliance avec le CNI.
- L'Alliance centriste, le parti de Jean Arthuis, n'a pas présenté de listes et figure sur celle de l'UMP en Pays de la Loire et en Bretagne. En Lorraine, il participe à une liste divers droite regroupant aussi le CNI, DLR et des UMP dissidents.
- Le Centre national des indépendants et paysans (CNI) présente sa propre liste dans le Nord-Pas-de-Calais, fait alliance avec DLR dans les trois régions où ce mouvement est présent, avec le dissident UMP Christian Jeanjean en Languedoc-Roussillon et participe à la liste conduite par l'UMP en Vendée.

#### Extrême droite
- Le Front national présente des listes dans toutes les régions métropolitaines. Contrairement à 1998 et 2004 où le FN détenait souvent une position d'arbitre au vu de ses résultats électoraux (plus de 14 % et même plus de 20 % localement en 2004) et des premiers sondages, il semble ne pouvoir conserver cette position qu'en Provence-Alpes-Côte d'Azur, en Languedoc-Roussillon et dans les régions du Nord-Est, bien que les derniers sondages semblent lui être plus favorables.
- Les mouvances politiques liées au Bloc identitaire sont présentes sur des listes aux revendications régionalistes en PACA avec la « Ligue du Sud » du maire d'Orange Jacques Bompard (ex-FN et ex-MPF), en Languedoc-Roussillon avec la « Ligue du Midi » et en Alsace avec Alsace d'abord.
- Les petits partis issus de scissions du FN présentent également des listes dans huit régions. Le Parti de la France (PDF) de Carl Lang présente ainsi des listes en Haute et Basse-Normandie, dans la région Centre, fait liste commune avec le Mouvement national républicain (MNR) en Lorraine, Picardie et Franche-Comté, et en Languedoc-Roussillon avec l'ex-FN Jean-Claude Martinez.

#### Cas particulier du Languedoc-Roussillon
À la veille du scrutin, cette région est dirigée par Georges Frêche (divers gauche, après son exclusion du Parti socialiste).
Les socialistes pro-Frêche remportent le référendum interne sur le choix du premier socialiste et le vote validant les listes. Lors de sa convention nationale, le PS choisit de ne pas investir de liste contre Georges Frêche, le soutenant implicitement. Cependant la liste du Languedoc-Roussillon est la seule à n'avoir pas bénéficié d'une présentation à cette convention. Georges Frêche a aussi l'appui d'un certain nombre de dissidents venus d'autres partis dont l'ancien ministre communiste Jean-Claude Gayssot, l'écologiste Yves Piétrasanta et de CPNT.
Hélène Mandroux, maire de Montpellier, et André Vézinhet, président du conseil général de l'Hérault essayent d'élaborer une autre liste « socialiste » en accord avec les autres partis de gauche. Alors que cet accord semblait de moins en moins probable avec la finalisation des listes d'Europe Écologie et du Front de gauche dans la région, une saillie contre Laurent Fabius de Georges Frêche lui fait perdre, à 15 jours du dépôt des listes, le soutien de la direction nationale du PS. Une liste socialiste, menée par Hélène Mandroux, voit le jour. Les négociations entre celle-ci et Jean-Louis Roumégas, tête de liste d'Europe Écologie, pour une liste commune ont échoué notamment sur la question du choix de la tête de liste régionale. Europe Écologie et le Front de gauche annoncent leur refus de fusionner avec une liste sur laquelle Georges Frêche figurerait. Un accord sur le principe d'une fusion au second tour a été conclu entre Europe Écologie et « À Gauche maintenant » (Front de gauche élargi au NPA, à la FASE, aux Alternatifs, aux Objecteurs de croissance et au M'PEP). Didier Codorniou a porté l'affaire devant les tribunaux en demandant l’annulation de la décision du bureau national qui désignait Hélène Mandroux pour conduire une liste PS, ce qui ne lui a pas été accordé.
Dans un premier temps, la liste du MoDem emmenée par Marc Dufour désigné par les militants contre le chef local de l'AEI Patrice Drevet, envisageait de fusionner au second tour avec la liste de Georges Frêche. Puis un accord est intervenu pour fusionner dès le premier tour avec la liste AEI de Patrice Drevet, tandis que Cap21, rejoignait Europe Écologie. Mais le 7 février, le MoDem revenait sur cet accord et annonçait ses têtes de listes puis abandonnait à la veille de la clôture du dépôt des listes.
À droite, l'UMP Raymond Couderc, sénateur de l'Hérault et maire de Béziers affronte la candidature dissidente de Christian Jeanjean, maire de Palavas-les-Flots.
La liste du FN, emmenée par la conseillère régionale France Jamet, est concurrencée par celle de la Ligue du Midi de Richard Roudier, et celle du Parti de la France de Jean-Claude Martinez.

#### Stratégies de l'entre-deux-tours
Seul le socialiste Victorin Lurel est élu dès le premier tour, en Guadeloupe. Dans les 25 autres régions a lieu un second tour le 21 mars où 43,35 millions d'électeurs sont appelés à voter.
Le 14 mars 2010, au soir du premier tour, les listes du Parti socialiste, arrivées en tête de la gauche dans toutes les régions métropolitaines, commencent à négocier avec les listes Europe Écologie et Front de gauche lorsqu'elles ont atteint le seuil minimum de fusion d'au moins 5 %. Les négociations se déroulent au niveau régional, les états-majors nationaux n'intervenant que sur les points de blocage et pour fixer les règles de fusion. La répartition des places se fait à la proportionnelle selon les rapports de force issus du premier tour. Europe Écologie et le PS négocient également sur le programme tandis que le FG préfère le plus souvent rester en retrait pour rester fidèle à ses orientations. Finalement, les listes de gauche fusionnent partout excepté en Bretagne, où Europe Écologie se maintient, dans le Limousin, où la liste FG-NPA reste aussi en lice, et en Picardie, où le PS a refusé d'intégrer les candidats du Front de gauche. Le Languedoc-Roussillon constitue également un cas particulier, du fait de la non-qualification pour le deuxième tour des trois listes de gauche (PS, EÉ et FG-NPA) qui envisageaient de fusionner.
Les listes de la Majorité présidentielle, arrivées en seconde position dans seize des vingt-six régions, n’ont que très peu de réserves de voix pour le second tour, n'ayant aucun partenaire avec qui fusionner et ayant déjà rassemblé la plupart des formations de droite. De plus, dans douze régions où il le peut, le Front national se maintient au second tour, ce qui constitue un handicap supplémentaire.
Du côté de l'Outre-mer, en Martinique, le second tour oppose deux formations régionalistes. En Guyane, c'est un affrontement gauche / droite, l'ancienne ministre PRG Christiane Taubira, à la tête de la fusion des nombreuses listes de gauche, affronte Rodolphe Alexandre, transfuge du Parti socialiste guyanais passé à l'UMP. À La Réunion, le Parti communiste réunionnais et le PS ne s'étant pas accordés, une triangulaire les oppose à l'UMP.

### Désignation des listes candidates
- Le 22 mars 2009, l'UMP a désigné ses chefs de file pour les élections régionales au terme d'élections primaires internes[51].
- Le 8 juillet 2009, le Nouveau Centre a désigné seize chefs de file pour les élections régionales[52].
- Le 20 septembre 2009, le Front national a désigné 22 têtes de liste.
- Le 1er octobre 2009, le Parti socialiste a désigné ses chefs de file pour les élections régionales[53], au terme d'un référendum militant où les socialistes étaient également appelés à se prononcer sur les primaires ouvertes, le non-cumul des mandats et la parité.
- Le 24 novembre 2009, le Mouvement démocrate propose à ses adhérents des candidats à la tête de liste pour neuf régions[54]. Deux semaines plus tard, ces nominations se poursuivent avec huit régions supplémentaires. Les adhérents sont invités à ratifier ces choix par un vote électronique ouvert à partir du 14 décembre[55].
- Le 28 novembre 2009, l'UMP et ses alliés de la majorité présidentielle investissent finalement des têtes de liste communes dans toutes les régions[56].
- Le 28 novembre 2009, Debout la République investit ses chefs de file dans plusieurs régions[57].
- Le 12 décembre 2009, le Parti socialiste a ratifié en convention ses listes complètes[33].
- Le 10 janvier 2010, le Front de gauche élargi a présenté ses têtes de listes pour les régionales.

## Sondages nationaux

### Premier tour

Listes arrivées en tête au premier tour et qualifiées pour le second tour.

Les sondages sur les intentions de vote mesurent essentiellement les rapports de force entre partis politiques. Leurs marges d'erreur sont de 4,5 % pour 500 personnes interrogées, 3,2 % pour 1000, 2,2 % pour 2000 et 1,6 % pour 4000.
| Institut   | Date                             | Échantillon | LO  | NPA | FG  | PS et alliés | EÉ | MoDem | UMP et alliés | FN  | AÉI | Autre |
| ---------- | -------------------------------- | ----------- | --- | --- | --- | ------------ | -- | ----- | ------------- | --- | --- | ----- |
| Institut   | Date                             | Échantillon |     |     |     |              |    |       |               |     |     |       |
| TNS Sofres | 9 et 10 mars 2010                | 1 000       | 2   | 1,5 | 5,5 | 31,5         | 14 | 4,5   | 30            | 8,5 | 1   | 1,5   |
| CSA        | 10 et 11 mars 2010               | 801         | 1   | 2,5 | 6   | 29,5         | 15 | 4,5   | 27,5          | 9,5 | NC  | 3,5   |
| OpinionWay | 9 et 10 mars 2010                | 1 009       | 2   | 2   | 7   | 29           | 13 | 5     | 31            | 9   | NC  | 1     |
| Ifop       | 4 et 5 mars 2010                 | 830         | 1,5 | 1,5 | 7,5 | 29,5         | 12 | 4,5   | 30,5          | 9   | 1   | 3     |
| OpinionWay | 2 et 3 mars 2010                 | 990         | 1   | 3   | 6   | 29           | 13 | 5     | 32            | 9   | 1   | 1     |
| TNS Sofres | 1 et 2 mars 2010                 | 1 000       | 2,5 | 1,5 | 7   | 30           | 12 | 4     | 31            | 8   | 1   | 3     |
| Ifop       | 28 février 2010                  | 826         | 1,5 | 2   | 7,5 | 31           | 13 | 4     | 27,5          | 9,5 | NC  | 4     |
| CSA        | 24 et 25 février 2010            | 792         | 2   | 2   | 5   | 31           | 15 | 5     | 30            | 8   | 2   | 0     |
| OpinionWay | 17 et 18 février 2010            | 1 001       | 1   | 2   | 5   | 27           | 14 | 5     | 33            | 9   | 2   | 2     |
| Ifop       | 11 et 12 février 2010            | 853         | 1   | 2,5 | 7   | 29           | 11 | 5     | 29,5          | 9   | 2   | 3     |
| CSA        | 10 et 11 février 2010            | 798         | 2   | 3   | 4   | 28           | 13 | 5     | 34            | 8   | 3   | 0     |
| OpinionWay | 3 et 4 février 2010              | 1 014       | 1   | 4   | 6   | 28           | 10 | 6     | 33            | 9   | 2   | 1     |
| TNS Sofres | 1 et 2 février 2010              | 1 000       | 3   | 3,5 | 6   | 28           | 13 | 4     | 31            | 8,5 | 2   | 1     |
| Ifop       | 21 et 22 janvier 2010            | 853         | 2   | 3   | 6   | 27           | 13 | 6,5   | 28            | 8,5 | 2   | 4     |
| CSA        | 13 et 14 janvier 2010            | 1 014       | 3   | 5   | 6   | 22           | 15 | 9     | 33            | 7   | NC  | NC    |
| OpinionWay | 9 et 10 décembre 2009            | 989         | 2   | 4   | 4   | 23           | 14 | 8     | 30            | 10  | 2   | 3     |
| Ifop       | 19 et 29 novembre 2009           | 860         | 2   | 4   | 7   | 21           | 15 | 6     | 30            | 8   | 3   | 4     |
| OpinionWay | 18 et 19 novembre 2009           | 1 002       | NC  | 4   | 6   | 22           | 16 | 7     | 31            | 9   | 2   | 3     |
| OpinionWay | 27 au 29 octobre 2009            | 966         | NC  | 5   | 6   | 21           | 15 | 6     | 33            | 9   | 3   | 2     |
| CSA        | 30 septembre et 1er octobre 2009 | 863         | 3   | 6   | 6   | 21           | 17 | 8     | 31            | 8   | 0   | 0     |
| OpinionWay | 30 septembre et 1er octobre 2009 | 1 032       | NC  | 5   | 8   | 19           | 16 | 7     | 36            | 6   | NC  | 3     |

Notes :
- La catégorie « autres » rassemble les listes d'extrême droite (Ligue du Sud en PACA, Ligue du Midi en Languedoc-Roussillon, Parti de la France), divers droite (CNI, DLR), régionalistes.
- Les intentions de vote en faveur des listes communes Front de gauche / NPA dans les régions Languedoc-Roussillon, Limousin et Pays de la Loire, testées dans une catégorie à part par l'institut Ifop, sont ici ajoutées aux intentions de vote des listes Front de gauche comme le font d'emblée les autres instituts.

## Résultats nationaux et analyse

### Premier tour
| Nuance         | Nuance                        | Composantes                     | Voix       | Voix   | Sièges |
| Nuance         | Nuance                        | Composantes                     | #          | %      | #      |
| -------------- | ----------------------------- | ------------------------------- | ---------- | ------ | ------ |
|                | Parti socialiste et alliés    | PS, PRG, MRC                    | 5 673 912  | 29,14  | 31     |
|                | Majorité présidentielle       | UMP, NC, LGM, MPF, CPNT         | 5 066 942  | 26,02  | 4      |
|                | Europe Écologie               | Les Verts, R&PS, MEI            | 2 372 379  | 12,18  |        |
|                | Front national                | FN                              | 2 223 800  | 11,42  |        |
|                | Front de gauche et alliés     | PCF, PG, GU, Alternatifs, M'PEP | 1 137 250  | 5,84   |        |
|                | Mouvement démocrate et alliés | MoDem, AEI et alliés variables  | 817 560    | 4,20   |        |
|                | Extrême gauche                | NPA, LO et autres               | 662 161    | 3,40   |        |
|                | Divers gauche                 | Variables                       | 594 999    | 3,06   | 4      |
|                | Divers droite                 | DLR, CNI et autres              | 241 151    | 1,24   |        |
|                | Extrême droite                | PDF, MNR, BI, ADA               | 173 269    | 0,89   |        |
|                | Régionalistes                 | CL, PNC, PNB, PB et autres      | 146 118    | 0,75   | 2      |
|                | Autres                        | AEI, divers et autres           | 366 354    | 1,88   |        |
|                |                               |                                 |            |        |        |
| Inscrits       | Inscrits                      | Inscrits                        | 43 642 325 | 100,00 |        |
| Abstentions    | Abstentions                   | Abstentions                     | 23 422 367 | 53,67  |        |
| Votants        | Votants                       | Votants                         | 20 219 958 | 46,33  |        |
| Blancs et nuls | Blancs et nuls                | Blancs et nuls                  | 744 063    | 3,68   |        |
| Exprimés       | Exprimés                      | Exprimés                        | 19 475 895 | 96,32  |        |

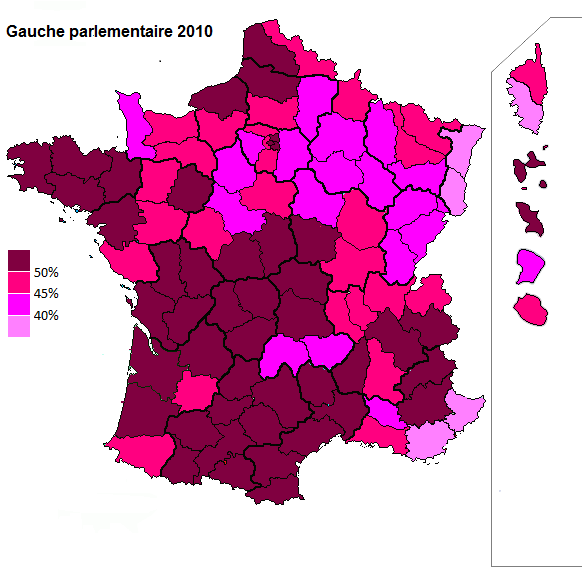
Résultats électoraux de la gauche parlementaire au premier tour par département.
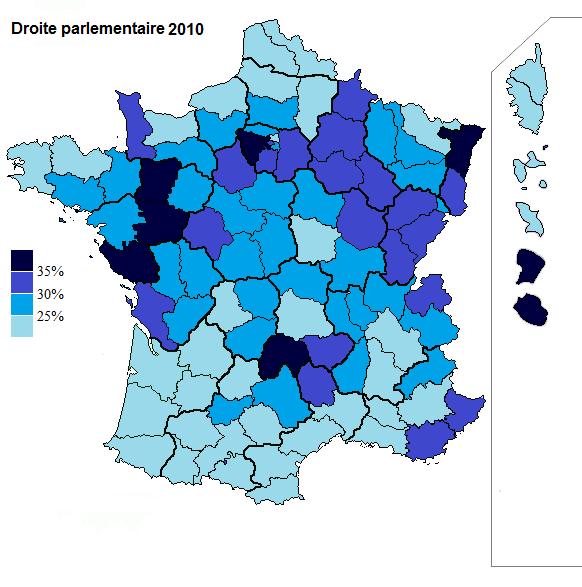
Résultats électoraux de la droite parlementaire au premier tour par département.
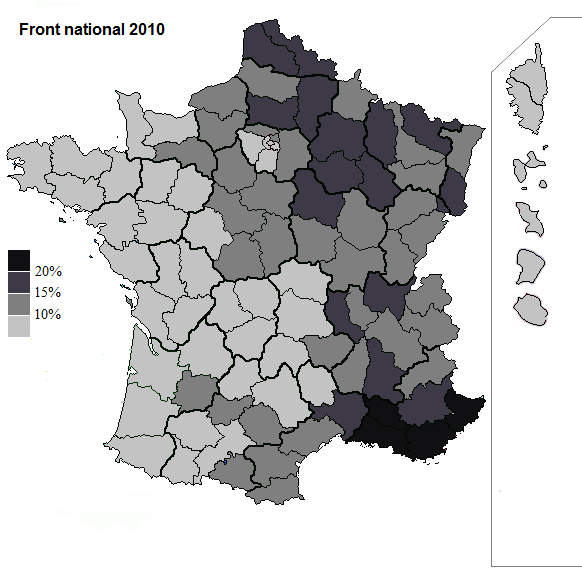
Résultats électoraux du Front national au premier tour par département.

### Second tour

Couleur politique des présidents de région élus après les élections régionales de 2010.

| Nuance         | Nuance                  | Composantes               | Voix       | Voix   | Sièges | Sièges |
| Nuance         | Nuance                  | Composantes               | #          | %      | #      | %      |
| -------------- | ----------------------- | ------------------------- | ---------- | ------ | ------ | ------ |
|                | Union de la gauche      | PS, PRG, MRC, PCF, FG, EE | 9 834 486  | 46,40  | 1 006  | 54,70  |
|                | Majorité présidentielle | UMP, NC, LGM, MPF, CPNT   | 7 497 649  | 35,38  | 511    | 27,79  |
|                | Front national          | FN                        | 1 943 307  | 9,17   | 118    | 6,42   |
|                | Divers gauche           | Variables                 | 698 556    | 3,30   | 92     | 5,00   |
|                | Parti socialiste        | PS, PRG, MRC              | 660 189    | 3,11   | 58     | 3,15   |
|                | Europe Écologie         | Les Verts, UDB            | 207 435    | 0,98   | 11     | 0,60   |
|                | Mouvement démocrate     | MoDem                     | 178 858    | 0,84   | 10     | 0,54   |
|                | Régionalistes           | CL, PNC, MIM              | 117 742    | 0,56   | 27     | 1,47   |
|                | Front de gauche         | PCF, PG, GU, Alternatifs  | 56 092     | 0,26   | 6      | 0,33   |
|                |                         |                           |            |        |        |        |
| Inscrits       | Inscrits                | Inscrits                  | 43 350 204 | 100,00 |        |        |
| Abstentions    | Abstentions             | Abstentions               | 21 148 939 | 48,79  |        |        |
| Votants        | Votants                 | Votants                   | 22 201 265 | 51,21  |        |        |
| Blancs et nuls | Blancs et nuls          | Blancs et nuls            | 1 006 951  | 4,54   |        |        |
| Exprimés       | Exprimés                | Exprimés                  | 21 194 314 | 95,46  |        |        |

### Abstention
Une très forte abstention (53,7 % au premier tour et 48,8 % au second), regrettée par la plupart des partis politiques, a marqué ces élections.

### Gauche parlementaire
Au premier tour, la gauche dans son ensemble devance largement les listes conduites par la majorité présidentielle et remporte déjà une région : la Guadeloupe. Au second tour, atteignant un score national de 54 % des voix, elle confirme son succès du premier tour : sur les 25 régions restantes, elle en remporte 22 dont 21 des 22 régions métropolitaines. De surcroit ces victoires ont généralement été éclatantes avec une large avance sur les listes de la majorité présidentielle : + 18,2 % au niveau national avec un maximum de + 35 % en Midi-Pyrénées.
- Le Parti socialiste et le Parti radical de gauche

Au premier tour, il est en repli par rapport à 2004, où il se présentait allié aux Verts et aux communistes, mais en forte progression par rapport aux très mauvaises élections européennes de 2009. Il n'est devancé par les listes de droite que dans neuf régions métropolitaines et est en mesure de maintenir son leadership au sein de la gauche dans toutes les régions pour le second tour (excepté le cas particulier du Languedoc-Roussillon où la direction nationale du PS perd largement à la fois la compétition interne à la gauche et le conflit qui l'opposait au divers gauche Georges Frêche et à ses fédérations locales). Il apparaît donc comme l'un des principaux gagnants au soir du premier tour.
À l'issue du second tour, il conserve toutes les présidences de région qu'il détenait et voit son allié, le PRG, gagner celle de la Corse. Par contre, du fait de la place laissée à ses alliés du premier et surtout du second tour et de quelques scores inférieurs à ceux de 2004, il ne progresse que de 40 sièges (758 sièges) mais reste le grand vainqueur de ce scrutin.
- Europe Écologie

Sans parvenir à rééditer les 16 % obtenus aux européennes de 2009, il tire largement son épingle du jeu et confirme son rang de troisième force politique nationale, avec un score global de 12,2 % des voix. Les résultats varient fortement d'une région à une autre, avec des chiffres compris entre 17,8 % en Rhône-Alpes et 8,5 % en Champagne-Ardenne.
Au second tour, EÉ parvient à s'imposer comme l'allié principal du PS. Le bon score (17,4 %) de sa liste bretonne maintenue face au PS et à l'UMP confirme son succès. Passant de 159 à 263 élus régionaux, il est le parti qui progresse le plus en nombre de sièges.
- Le Front de gauche

Il s'impose également comme un partenaire non négligeable, en atteignant un score de près de 6 % au niveau national. En moyenne, il obtient 7,5 % des voix dans les 17 régions où il était présent. Comme pour Europe Écologie, ce résultat cache de fortes disparités, car il réalise de véritables performances en Limousin, Auvergne (13 et 14 %), ainsi qu'en Corse et Nord-Pas-de-Calais où il dépasse les 10 %, mais demeure marginal en Alsace et obtient des scores médiocres entre 4 et 5 % en Franche-Comté et en Poitou-Charentes.
Au soir du second tour, le FG reste un partenaire non négligeable du PS mais n'est plus son allié privilégié. De ce fait, il recule de 64 sièges avec 127 élus. Sa liste maintenue en Limousin réalise un bon score en dépassant les 19 %. À La Réunion, le Parti communiste réunionnais perd la présidence de la région à cause de la désunion de la gauche.

### Droite parlementaire
Au premier tour, la droite parlementaire qui partait unie enregistre l'un de ses plus mauvais score depuis l'avènement de la Ve République avec 27 % des voix, 3 points derrière le PS. Dans certaines régions comme en Languedoc-Roussillon (moins de 20 % des voix), ces listes d'union réalisent de véritables contre-performances. Certains évoquent l'abstention comme cause principale de ces résultats et la droite met ses espoirs dans un recul de celle-ci au second tour. L'UMP et ses alliés ne disposent que de très peu de réserves de voix et doivent faire face à la présence du Front national dans douze régions.
Au second tour, avec 35,4 % des voix au niveau national, la droite parlementaire connait une défaite analogue à celle du premier tour. Cependant, elle conserve aisément l'Alsace qui s'annonçait pourtant comme très disputée et gagne deux régions en outre-mer : La Réunion, en profitant d'une triangulaire entre le PCR et le PS, et la Guyane. Par contre, elle perd la Corse, où elle a obtenu son pire score régional avec 27,65 %.
Malgré ce revers électoral, la droite parlementaire voit son nombre total de conseillers régionaux monter à 515, grâce à la quasi-disparition du MoDem et de l'absence du FN dans cinq régions où il avait obtenu des élus en 2004.

### Extrême droite
Le Front national, que certains instituts de sondage voyaient sous la barre des 10 %, a réalisé un score (11,4 %) supérieur à celui qu'on lui promettait et plutôt inattendu. Bien qu'il soit en recul de 3 points par rapport à son résultat de 2004, il réalise toutefois deux performances notoires en PACA, sa terre de prédilection (plus de 20 % des voix en 2010, après 23 % en 2004 et 27 % en 1998), et dans le Nord-Pas-de-Calais avec 18 %, talonnant même l'UMP. Il dépasse la barre des 10 % permettant de se maintenir au second tour dans 12 régions contre 17 en 2004. Si l'on déduit les régions d'outre-mer où il n'est pas présent, le score du FN monte à 11,74 %.
Le Front voit, contrairement à l'élection précédente, son score augmenter entre les deux tours dans les douze régions où il a pu se maintenir (17,5 %). Étant présent dans moins de régions qu'en 2004, il obtient 118 sièges et perd 38 élus régionaux.
Les autres mouvements (Parti de la France, Mouvement national républicain, Bloc identitaire, etc.) ne franchissent pas la barre des 5 % (score maximum : 4,98 % pour Alsace d'abord). Cependant, dans certaines régions, l'alliance PDF/MNR a eu de bons scores : 3 % en Lorraine, 3,55 % en région Centre et 3,71 % en Basse-Normandie.

### Extrême gauche
Avec 3,4 % des voix pour ses listes « autonomes », l'extrême gauche est en baisse par rapport aux régionales précédentes (4,83 %), ainsi qu'aux européennes de 2009 (6,12 %). Mais ce résultat ne prend pas en compte les listes d'alliances avec la gauche antilibérale, pour lesquelles la comparaison n'est pas possible.
Les listes présentées ou soutenues par le Nouveau Parti anticapitaliste obtiennent 3,4 % des suffrages, et 2,85 % pour les listes « autonomes ». Ce résultat est analysé par le NPA comme n'étant « pas bon ».
Lutte ouvrière obtient quant à elle un score global de 1,1 %, en stagnation par rapport aux européennes de 2009 (1,2 %).

### Centre
Le Mouvement démocrate est le grand perdant de ce scrutin. Il ne franchit le seuil de 5 % (qui permet de fusionner) que dans trois régions, et le seuil de 10 % (qui permet de se maintenir au second tour) qu'en Aquitaine. Présent au second tour dans cette seule région, il n'a plus que 12 élus régionaux (dont un en Guadeloupe et un à La Réunion sur les listes des présidents de gauche sortants) contre 69 pour toute la France en 2004.
Corinne Lepage, vice-présidente du MoDem, a plusieurs fois dénoncé des erreurs stratégiques et quitte le parti le 17 mars 2010.

## Résultats par région
| Région                     | Région                     | Président sortant      | Parti | Parti | Président élu        | Parti | Parti |
| -------------------------- | -------------------------- | ---------------------- | ----- | ----- | -------------------- | ----- | ----- |
| Alsace                     | Alsace                     | André Reichardt        |       | UMP   | Philippe Richert     |       | UMP   |
| Aquitaine                  | Aquitaine                  | Alain Rousset          |       | PS    | Alain Rousset        |       | PS    |
| Auvergne                   | Auvergne                   | René Souchon           |       | PS    | René Souchon         |       | PS    |
| Basse-Normandie            | Basse-Normandie            | Laurent Beauvais       |       | PS    | Laurent Beauvais     |       | PS    |
| Bourgogne                  | Bourgogne                  | François Patriat       |       | PS    | François Patriat     |       | PS    |
| Bretagne                   | Bretagne                   | Jean-Yves Le Drian     |       | PS    | Jean-Yves Le Drian   |       | PS    |
| Centre                     | Centre                     | François Bonneau       |       | PS    | François Bonneau     |       | PS    |
| Champagne-Ardenne          | Champagne-Ardenne          | Jean-Paul Bachy        |       | DVG   | Jean-Paul Bachy      |       | DVG   |
| Corse                      | Assemblée                  | Camille de Rocca Serra |       | UMP   | Dominique Bucchini   |       | PCF   |
| Corse                      | Conseil exécutif           | Ange Santini           |       | UMP   | Paul Giacobbi        |       | DVG   |
| Franche-Comté              | Franche-Comté              | Marie-Guite Dufay      |       | PS    | Marie-Guite Dufay    |       | PS    |
| Haute-Normandie            | Haute-Normandie            | Alain Le Vern          |       | PS    | Alain Le Vern        |       | PS    |
| Île-de-France              | Île-de-France              | Jean-Paul Huchon       |       | PS    | Jean-Paul Huchon     |       | PS    |
| Languedoc-Roussillon       | Languedoc-Roussillon       | Georges Frêche         |       | DVG   | Georges Frêche       |       | DVG   |
| Limousin                   | Limousin                   | Jean-Paul Denanot      |       | PS    | Jean-Paul Denanot    |       | PS    |
| Lorraine                   | Lorraine                   | Jean-Pierre Masseret   |       | PS    | Jean-Pierre Masseret |       | PS    |
| Midi-Pyrénées              | Midi-Pyrénées              | Martin Malvy           |       | PS    | Martin Malvy         |       | PS    |
| Nord-Pas-de-Calais         | Nord-Pas-de-Calais         | Daniel Percheron       |       | PS    | Daniel Percheron     |       | PS    |
| Pays de la Loire           | Pays de la Loire           | Jacques Auxiette       |       | PS    | Jacques Auxiette     |       | PS    |
| Picardie                   | Picardie                   | Claude Gewerc          |       | PS    | Claude Gewerc        |       | PS    |
| Poitou-Charentes           | Poitou-Charentes           | Ségolène Royal         |       | PS    | Ségolène Royal       |       | PS    |
| Provence-Alpes-Côte d'Azur | Provence-Alpes-Côte d'Azur | Michel Vauzelle        |       | PS    | Michel Vauzelle      |       | PS    |
| Rhône-Alpes                | Rhône-Alpes                | Jean-Jack Queyranne    |       | PS    | Jean-Jack Queyranne  |       | PS    |
| Guadeloupe                 | Guadeloupe                 | Victorin Lurel         |       | PS    | Victorin Lurel       |       | PS    |
| Guyane                     | Guyane                     | Antoine Karam          |       | PSG   | Rodolphe Alexandre   |       | DVG   |
| Martinique                 | Martinique                 | Alfred Marie-Jeanne    |       | MIM   | Serge Letchimy       |       | PPM   |
| La Réunion                 | La Réunion                 | Paul Vergès            |       | PCR   | Didier Robert        |       | UMP   |

### Métropole
Notes :
- Les listes de la Majorité présidentielle incluent, outre l'UMP et en fonction des circonstances locales, le Nouveau Centre, le Mouvement pour la France, Chasse, pêche, nature et traditions, La Gauche moderne, Les Progressistes, le Parti chrétien-démocrate, le Parti radical valoisien et des dissidents du Mouvement démocrate.
- Les alliés potentiels du Parti socialiste sont, en vertu d'un accord national entre ces trois organisations, le Parti radical de gauche (PRG) et le Mouvement républicain et citoyen (MRC)[74]. S'y ajoute le Parti communiste français dans cinq régions. Des formations de gauche actives localement, des candidats du Mouvement unitaire progressiste ainsi que des dissidents du Mouvement démocrate[75], des Verts[76] ou encore du Parti radical valoisien[77] peuvent également se joindre de manière ponctuelle aux listes menées par le PS.
- Les alliés potentiels du Front de gauche, alliance du Parti communiste français, du Parti de gauche et de la Gauche unitaire sont, en fonction des circonstances locales, Les Alternatifs, la Fédération pour une alternative sociale et écologique (FASE), le Parti communiste des ouvriers de France (PCOF), le Mouvement politique d'éducation populaire (M'PEP), République et socialisme, des Objecteurs de croissance, des dissidents du Nouveau Parti anticapitaliste ainsi que plusieurs candidats indépendants issus d'horizons divers. Ces listes arborent généralement le nom « Ensemble pour des régions à gauche, solidaires, écologiques et citoyennes », en vertu d'un accord national entre les différentes organisations susnommées.
- Les alliés potentiels du NPA sont, en fonction des circonstances locales, Les Alternatifs, la Fédération pour une alternative sociale et écologique, l'Association des Objecteurs de croissance (AdOC), le Mouvement des Objecteurs de croissance (MOC) et d'anciens membres du Parti de gauche.
- Le soir de l'élection, les résultats peuvent être suivis en direct sur le compte twitter du ministère de l'Intérieur @Place_Beauvau.

#### Alsace
| Tête de liste Étiquette politique (partis et alliances) | Tête de liste Étiquette politique (partis et alliances)                  | Premier tour | Premier tour | Second tour | Second tour | Sièges | Sièges |  |
| Tête de liste Étiquette politique (partis et alliances) | Tête de liste Étiquette politique (partis et alliances)                  | Voix         | %            | Voix        | %           | Nombre | %      |  |
| ------------------------------------------------------- | ------------------------------------------------------------------------ | ------------ | ------------ | ----------- | ----------- | ------ | ------ |  |
|                                                         | Philippe Richert sortant Majorité présidentielle (UMP - NC - MPF - CPNT) | 181 705      | 34,94        | 284 595     | 46,16       | 28     | 59,57  |  |
|                                                         | Jacques Bigot Parti socialiste (PRG - MRC)                               | 98 629       | 18,97        | 242 114     | 39,27       | 14     | 29,79  |  |
|                                                         | Jacques Fernique Europe Écologie (MÉI - Cap21 - Unser Land)              | 81 117       | 15,60        | 242 114     | 39,27       | 14     | 29,79  |  |
|                                                         | Patrick Binder Front national                                            | 70 173       | 13,49        | 89 832      | 14,57       | 5      | 10,64  |  |
|                                                         | Jacques Cordonnier Extrême droite (Alsace d'abord - Bloc identitaire)    | 25 906       | 4,98         |             |             |        |        |  |
|                                                         | Yann Wehrling Mouvement démocrate                                        | 23 073       | 4,44         |             |             |        |        |  |
|                                                         | Jean-Yves Causer Front de gauche (Alternatifs - PCOF - Divers gauche)    | 9 712        | 1,87         |             |             |        |        |  |
|                                                         | Yvan Zimmermann Nouveau parti anticapitaliste                            | 8 550        | 1,64         |             |             |        |        |  |
|                                                         | Manuel Santiago Divers écologiste                                        | 8 376        | 1,61         |             |             |        |        |  |
|                                                         | Patrick Striby Divers droite (AC)                                        | 8 303        | 1,60         |             |             |        |        |  |
|                                                         | Julien Wostyn Lutte ouvrière                                             | 4 481        | 0,86         |             |             |        |        |  |
|                                                         |                                                                          |              |              |             |             |        |        |  |
| Inscrits                                                | Inscrits                                                                 | 1 248 887    | 100,00       | 1 248 892   | 100,00      |        |        |  |
| Abstentions                                             | Abstentions                                                              | 707 359      | 56,64        | 610 883     | 48,91       |        |        |  |
| Votants                                                 | Votants                                                                  | 541 528      | 43,36        | 638 009     | 51,09       |        |        |  |
| Blancs et nuls                                          | Blancs et nuls                                                           | 21 503       | 3,97         | 21 468      | 3,36        |        |        |  |
| Exprimés                                                | Exprimés                                                                 | 520 025      | 96,03        | 616 541     | 96,64       |        |        |  |

#### Aquitaine
| Tête de liste Étiquette politique (partis et alliances) | Tête de liste Étiquette politique (partis et alliances)       | Premier tour | Premier tour | Second tour | Second tour | Sièges | Sièges |  |
| Tête de liste Étiquette politique (partis et alliances) | Tête de liste Étiquette politique (partis et alliances)       | Voix         | %            | Voix        | %           | Nombre | %      |  |
| ------------------------------------------------------- | ------------------------------------------------------------- | ------------ | ------------ | ----------- | ----------- | ------ | ------ |  |
|                                                         | Alain Rousset sortant Parti socialiste (PRG - MRC)            | 406 871      | 37,63        | 643 763     | 56,33       | 58     | 68,24  |  |
|                                                         | Monique de Marco Europe Écologie                              | 105 405      | 9,75         | 643 763     | 56,33       | 58     | 68,24  |  |
|                                                         | Gérard Boulanger Front de gauche (M'PEP)                      | 64 370       | 5,95         | 643 763     | 56,33       | 58     | 68,24  |  |
|                                                         | Xavier Darcos Majorité présidentielle (UMP - NC - MPF - CPNT) | 238 367      | 22,05        | 320 137     | 28,01       | 17     | 20,00  |  |
|                                                         | Jean Lassalle Mouvement démocrate                             | 112 737      | 10,43        | 178 858     | 15,65       | 10     | 11,76  |  |
|                                                         | Jacques Colombier Front national                              | 89 378       | 8,27         |             |             |        |        |  |
|                                                         | Philippe Poutou Nouveau parti anticapitaliste                 | 27 290       | 2,52         |             |             |        |        |  |
|                                                         | Michel Chrétien Divers écologiste (AÉI)                       | 20 952       | 1,94         |             |             |        |        |  |
|                                                         | Nelly Malaty Lutte ouvrière                                   | 8 519        | 0,79         |             |             |        |        |  |
|                                                         | Jean Tellechea Régionaliste (Parti nationaliste basque)       | 7 086        | 0,66         |             |             |        |        |  |
|                                                         | Xavier-Philippe Larralde Régionaliste (Euskal Herria Bai)     | 221          | 0,02         |             |             |        |        |  |
|                                                         |                                                               |              |              |             |             |        |        |  |
| Inscrits                                                | Inscrits                                                      | 2 280 386    | 100,00       | 2 280 179   | 100,00      |        |        |  |
| Abstentions                                             | Abstentions                                                   | 1 150 299    | 50,44        | 1 073 680   | 47,09       |        |        |  |
| Votants                                                 | Votants                                                       | 1 130 087    | 49,56        | 1 206 499   | 52,91       |        |        |  |
| Blancs et nuls                                          | Blancs et nuls                                                | 48 891       | 4,33         | 63 741      | 5,28        |        |        |  |
| Exprimés                                                | Exprimés                                                      | 1 081 196    | 95,67        | 1 142 758   | 94,72       |        |        |  |

#### Auvergne
| Tête de liste Étiquette politique (partis et alliances) | Tête de liste Étiquette politique (partis et alliances)       | Premier tour | Premier tour | Second tour | Second tour | Sièges | Sièges |  |
| Tête de liste Étiquette politique (partis et alliances) | Tête de liste Étiquette politique (partis et alliances)       | Voix         | %            | Voix        | %           | Nombre | %      |  |
| ------------------------------------------------------- | ------------------------------------------------------------- | ------------ | ------------ | ----------- | ----------- | ------ | ------ |  |
|                                                         | Alain Marleix Majorité présidentielle (UMP - NC - MPF - CPNT) | 137 232      | 28,72        | 206 613     | 40,32       | 14     | 29,79  |  |
|                                                         | René Souchon sortant Parti socialiste (PRG - MRC)             | 133 925      | 28,02        | 305 828     | 59,68       | 33     | 70,21  |  |
|                                                         | André Chassaigne Front de gauche (M'PEP)                      | 68 146       | 14,26        | 305 828     | 59,68       | 33     | 70,21  |  |
|                                                         | Christian Bouchardy Europe Écologie                           | 51 106       | 10,69        | 305 828     | 59,68       | 33     | 70,21  |  |
|                                                         | Érik Faurot Front national                                    | 40 106       | 8,39         |             |             |        |        |  |
|                                                         | Michel Fanget Mouvement démocrate (AÉI)                       | 21 513       | 4,50         |             |             |        |        |  |
|                                                         | Alain Laffont Nouveau parti anticapitaliste (FASE - OC)       | 20 033       | 4,19         |             |             |        |        |  |
|                                                         | Marie Savre Lutte ouvrière                                    | 5 835        | 1,22         |             |             |        |        |  |
|                                                         |                                                               |              |              |             |             |        |        |  |
| Inscrits                                                | Inscrits                                                      | 994 160      | 100,00       | 994 100     | 100,00      |        |        |  |
| Abstentions                                             | Abstentions                                                   | 494 058      | 49,70        | 448 633     | 45,13       |        |        |  |
| Votants                                                 | Votants                                                       | 500 102      | 50,30        | 545 467     | 54,87       |        |        |  |
| Blancs et nuls                                          | Blancs et nuls                                                | 22 206       | 4,44         | 33 026      | 6,05        |        |        |  |
| Exprimés                                                | Exprimés                                                      | 477 896      | 95,56        | 512 441     | 93,95       |        |        |  |

#### Bourgogne
| Tête de liste  | Tête de liste      | Liste                                                       | Premier tour | Premier tour | Second tour | Second tour | Sièges | Sièges |
| Tête de liste  | Tête de liste      | Liste                                                       | #            | %            | #           | %           | #      | %      |
| -------------- | ------------------ | ----------------------------------------------------------- | ------------ | ------------ | ----------- | ----------- | ------ | ------ |
|                | François Patriat*  | PS - PCF - PRG                                              | 187 345      | 36,31        | 305 226     | 52,65       | 37     | 64,91  |
|                | Philippe Hervieu   | EE                                                          | 50 758       | 9,84         | 305 226     | 52,65       | 37     | 64,91  |
|                | François Sauvadet  | Majorité présidentielle                                     | 148 783      | 28,83        | 194 370     | 33,53       | 14     | 24,56  |
|                | Édouard Ferrand    | FN                                                          | 62 150       | 12,04        | 80 113      | 13,82       | 6      | 10,53  |
|                | Sylvie Faye-Pastor | NPA - PG - PCF dissidents - Alternatifs - FASE - M'PEP - OC | 22 290       | 4,32         |             |             |        |        |
|                | François Deseille  | MoDem                                                       | 19 458       | 3,77         |             |             |        |        |
|                | Julien Gonzalez    | AEI                                                         | 10 531       | 2,04         |             |             |        |        |
|                | Claire Rocher      | LO                                                          | 8 062        | 1,56         |             |             |        |        |
|                | Joël Mekhantar     | MRC - PRG dissidents - PS dissidents                        | 6 641        | 1,29         |             |             |        |        |
|                |                    |                                                             |              |              |             |             |        |        |
| Inscrits       | Inscrits           | Inscrits                                                    | 1 165 711    | 100,00       | 1 166 091   | 100,00      |        |        |
| Abstentions    | Abstentions        | Abstentions                                                 | 626 846      | 53,77        | 561 030     | 48,11       |        |        |
| Votants        | Votants            | Votants                                                     | 538 865      | 46,23        | 605 061     | 51,89       |        |        |
| Blancs et nuls | Blancs et nuls     | Blancs et nuls                                              | 22 847       | 4,24         | 25 352      | 4,19        |        |        |
| Exprimés       | Exprimés           | Exprimés                                                    | 516 018      | 95,76        | 579 709     | 95,81       |        |        |

#### Bretagne
|                | Jean-Yves Le Drian sortant Parti socialiste (PCF - Bretagne Écologie)     | 408 551   | 37,19  | 600 256   | 50,27  | 52 | 62,65 |  |  |  |  |
|                | Bernadette Malgorn Majorité présidentielle (UMP - NC - MPF - CPNT)        | 260 731   | 23,73  | 386 394   | 32,36  | 20 | 24,10 |  |  |  |  |
|                | Guy Hascoët Europe Écologie (UDB)                                         | 134 161   | 12,21  | 207 435   | 17,37  | 11 | 13,25 |  |  |  |  |
|                | Jean-Paul Félix Front national                                            | 67 895    | 6,18   |           |        |    |       |  |  |  |  |
|                | Bruno Joncour Mouvement démocrate                                         | 58 847    | 5,36   |           |        |    |       |  |  |  |  |
|                | Christian Troadec Parti Breton (AÉI)                                      | 47 109    | 4,29   |           |        |    |       |  |  |  |  |
|                | Gérard Perron diss. Parti communiste français (PG - FASE - Divers gauche) | 38 556    | 3,51   |           |        |    |       |  |  |  |  |
|                | Charles Laot Divers                                                       | 29 021    | 2,64   |           |        |    |       |  |  |  |  |
|                | Laurence de Bouard Nouveau parti anticapitaliste (AdOC - MOC - MPG)       | 27 417    | 2,50   |           |        |    |       |  |  |  |  |
|                | Valérie Hamon Lutte ouvrière                                              | 16 080    | 1,46   |           |        |    |       |  |  |  |  |
|                | Alexandre Noury Divers (Solidarité et progrès)                            | 10 185    | 0,93   |           |        |    |       |  |  |  |  |
|                |                                                                           |           |        |           |        |    |       |  |  |  |  |
| Inscrits       | Inscrits                                                                  | 2 332 894 | 100,00 | 2 332 945 | 100,00 |    |       |  |  |  |  |
| Abstentions    | Abstentions                                                               | 1 193 846 | 51,17  | 1 089 958 | 46,72  |    |       |  |  |  |  |
| Votants        | Votants                                                                   | 1 139 048 | 48,83  | 1 242 987 | 53,28  |    |       |  |  |  |  |
| Blancs et nuls | Blancs et nuls                                                            | 40 495    | 3,56   | 48 902    | 3,93   |    |       |  |  |  |  |
| Exprimés       | Exprimés                                                                  | 1 098 553 | 96,44  | 1 194 085 | 96,07  |    |       |  |  |  |  |

#### Centre
| Tête de liste Étiquette politique (partis et alliances) | Tête de liste Étiquette politique (partis et alliances)                                           | Premier tour | Premier tour | Second tour | Second tour | Sièges | Sièges |  |
| Tête de liste Étiquette politique (partis et alliances) | Tête de liste Étiquette politique (partis et alliances)                                           | Voix         | %            | Voix        | %           | Nombre | %      |  |
| ------------------------------------------------------- | ------------------------------------------------------------------------------------------------- | ------------ | ------------ | ----------- | ----------- | ------ | ------ |  |
|                                                         | Hervé Novelli Majorité présidentielle (UMP - NC - MPF - CPNT)                                     | 227 392      | 29,02        | 323 293     | 36,46       | 21     | 27,27  |  |
|                                                         | François Bonneau sortant Parti socialiste (PRG - MRC)                                             | 221 168      | 28,22        | 443 323     | 50,00       | 49     | 63,64  |  |
|                                                         | Jean Delavergne Europe Écologie                                                                   | 91 365       | 11,66        | 443 323     | 50,00       | 49     | 63,64  |  |
|                                                         | Marie-France Beaufils Front de gauche (Les Alternatifs - Parti communiste des ouvriers de France) | 59 034       | 7,53         | 443 323     | 50,00       | 49     | 63,64  |  |
|                                                         | Philippe Loiseau Front national                                                                   | 87 872       | 11,21        | 120 006     | 13,54       | 7      | 9,09   |  |
|                                                         | Marc Fesneau Mouvement démocrate                                                                  | 39 803       | 5,08         |             |             |        |        |  |
|                                                         | Jean Verdon Extrême droite (PDF)                                                                  | 27 844       | 3,55         |             |             |        |        |  |
|                                                         | Michel Lasserre Nouveau parti anticapitaliste                                                     | 20 338       | 2,60         |             |             |        |        |  |
|                                                         | Farida Megdoud Lutte ouvrière                                                                     | 8 837        | 1,13         |             |             |        |        |  |
|                                                         |                                                                                                   |              |              |             |             |        |        |  |
| Inscrits                                                | Inscrits                                                                                          | 1 779 660    | 100,00       | 1 779 395   | 100,00      |        |        |  |
| Abstentions                                             | Abstentions                                                                                       | 953 662      | 53,59        | 849 673     | 47,75       |        |        |  |
| Votants                                                 | Votants                                                                                           | 825 998      | 46,41        | 929 722     | 52,25       |        |        |  |
| Blancs et nuls                                          | Blancs et nuls                                                                                    | 42 345       | 5,13         | 43 100      | 4,64        |        |        |  |
| Exprimés                                                | Exprimés                                                                                          | 783 653      | 94,87        | 886 622     | 95,36       |        |        |  |

#### Champagne-Ardenne
| Tête de liste  | Tête de liste            | Liste                   | Premier tour | Premier tour | Second tour | Second tour | Sièges | Sièges |
| Tête de liste  | Tête de liste            | Liste                   | #            | %            | #           | %           | #      | %      |
| -------------- | ------------------------ | ----------------------- | ------------ | ------------ | ----------- | ----------- | ------ | ------ |
|                | Jean-Luc Warsmann        | Majorité présidentielle | 120 468      | 31,77        | 165 261     | 38,51       | 14     | 28,57  |
|                | Jean-Paul Bachy*         | PS - PCF - PRG - MRC    | 117 588      | 31,01        | 190 162     | 44,31       | 29     | 59,18  |
|                | Éric Loiselet            | EE                      | 32 163       | 8,48         | 190 162     | 44,31       | 29     | 59,18  |
|                | Bruno Subtil             | FN                      | 60 264       | 15,89        | 73 710      | 17,18       | 6      | 12,24  |
|                | Anthony Smith            | NPA - PG - Alternatifs  | 18 448       | 4,87         |             |             |        |        |
|                | Marie Grafteaux-Paillard | MoDem                   | 16 472       | 4,34         |             |             |        |        |
|                | Ghislain Wysocinski      | AEI                     | 7 527        | 1,99         |             |             |        |        |
|                | Thomas Rose              | LO                      | 6 245        | 1,65         |             |             |        |        |
|                |                          |                         |              |              |             |             |        |        |
| Inscrits       | Inscrits                 | Inscrits                | 917 748      | 100,00       | 917 947     | 100         |        |        |
| Abstentions    | Abstentions              | Abstentions             | 522 978      | 56,98        | 468 628     | 51,05       |        |        |
| Votants        | Votants                  | Votants                 | 394 770      | 43,02        | 449 319     | 48,95       |        |        |
| Blancs et nuls | Blancs et nuls           | Blancs et nuls          | 15 595       | 3,95         | 20 186      | 4,49        |        |        |
| Exprimés       | Exprimés                 | Exprimés                | 379 175      | 96,05        | 429 133     | 95,51       |        |        |

#### Corse
La Corse constitue une collectivité territoriale à statut particulier. Le seuil de maintien au second tour est de 7 % (contre 10 % dans les autres régions).
| Tête de liste  | Tête de liste            | Liste                   | Premier tour | Premier tour | Second tour | Second tour | Sièges | Sièges |
| Tête de liste  | Tête de liste            | Liste                   | #            | %            | #           | %           | #      | %      |
| -------------- | ------------------------ | ----------------------- | ------------ | ------------ | ----------- | ----------- | ------ | ------ |
|                | Camille de Rocca Serra*  | Majorité présidentielle | 27 903       | 21,34        | 39 765      | 27,65       | 12     | 23,53  |
|                | Gilles Simeoni           | Inseme - PNC            | 24 057       | 18,40        | 37 224      | 25,88       | 11     | 21,57  |
|                | Paul Giacobbi            | PRG dissident - PS      | 20 242       | 15,48        | 52 663      | 36,62       | 24     | 47,06  |
|                | Dominique Bucchini       | FG                      | 13 107       | 10,02        | 52 663      | 36,62       | 24     | 47,06  |
|                | Émile Zuccarelli         | PRG                     | 10 523       | 8,05         | 52 663      | 36,62       | 24     | 47,06  |
|                | Simon Renucci            | CSD                     | 8 688        | 6,64         | 52 663      | 36,62       | 24     | 47,06  |
|                | Jean-Guy Talamoni        | CL                      | 12 236       | 9,36         | 14 159      | 9,85        | 4      | 7,84   |
|                | Jean Toma                | MoDem**                 | 5 554        | 4,25         |             |             |        |        |
|                | Antoine Cardi            | FN                      | 5 438        | 4,16         |             |             |        |        |
|                | Jean-François Baccarelli | AEI                     | 2 428        | 1,86         |             |             |        |        |
|                | Jean-François Battini    | Divers                  | 599          | 0,46         |             |             |        |        |
|                |                          |                         |              |              |             |             |        |        |
| Inscrits       | Inscrits                 | Inscrits                | 213 282      | 100,00       | 213 312     | 100,00      |        |        |
| Abstentions    | Abstentions              | Abstentions             | 80 221       | 37,61        | 66 105      | 30,99       |        |        |
| Votants        | Votants                  | Votants                 | 133 061      | 62,39        | 147 207     | 69,01       |        |        |
| Blancs et nuls | Blancs et nuls           | Blancs et nuls          | 2 286        | 1,72         | 3 396       | 2,31        |        |        |
| Exprimés       | Exprimés                 | Exprimés                | 130 775      | 98,28        | 143 811     | 97,69       |        |        |

** Jean Toma a précisé que sa liste « est une liste centriste d'ouverture soutenue par le MoDem » mais qu'« il n'existe aucune “liste MoDem” déposée en préfecture ».

#### Franche-Comté
| Tête de liste Étiquette politique (partis et alliances) | Tête de liste Étiquette politique (partis et alliances)         | Premier tour | Premier tour | Second tour | Second tour | Sièges | Sièges |  |
| Tête de liste Étiquette politique (partis et alliances) | Tête de liste Étiquette politique (partis et alliances)         | Voix         | %            | Voix        | %           | Nombre | %      |  |
| ------------------------------------------------------- | --------------------------------------------------------------- | ------------ | ------------ | ----------- | ----------- | ------ | ------ |  |
|                                                         | Alain Joyandet Majorité présidentielle (UMP - NC - MPF - CPNT)  | 128 225      | 32,13        | 173 505     | 38,35       | 12     | 27,90  |  |
|                                                         | Marie-Guite Dufay sortante Parti socialiste (PRG - MRC)         | 119 160      | 29,86        | 214 582     | 47,43       | 27     | 62,80  |  |
|                                                         | Alain Fousseret Europe Écologie                                 | 37 333       | 9,36         | 214 582     | 47,43       | 27     | 62,80  |  |
|                                                         | Sophie Montel Front national                                    | 52 440       | 13,14        | 64 370      | 14,23       | 4      | 9,30   |  |
|                                                         | Evelyne Ternant Front de gauche                                 | 16 172       | 4,05         |             |             |        |        |  |
|                                                         | Christophe Grudler Mouvement démocrate (AÉI)                    | 14 036       | 3,52         |             |             |        |        |  |
|                                                         | Laurence Lyonnais Nouveau parti anticapitaliste                 | 13 087       | 3,28         |             |             |        |        |  |
|                                                         | Christophe Devillers Extrême droite (PDF - MNR - Front comtois) | 9 820        | 2,46         |             |             |        |        |  |
|                                                         | Claude Buchot Divers écologiste                                 | 4 471        | 1,12         |             |             |        |        |  |
|                                                         | Michel Treppo Lutte ouvrière                                    | 4 314        | 1,08         |             |             |        |        |  |
|                                                         |                                                                 |              |              |             |             |        |        |  |
| Inscrits                                                | Inscrits                                                        | 811 387      | 100,00       | 811 312     | 100,00      |        |        |  |
| Abstentions                                             | Abstentions                                                     | 396 509      | 48,87        | 341 194     | 42,05       |        |        |  |
| Votants                                                 | Votants                                                         | 414 878      | 51,13        | 470 118     | 57,95       |        |        |  |
| Blancs et nuls                                          | Blancs et nuls                                                  | 15 820       | 3,81         | 17 661      | 3,76        |        |        |  |
| Exprimés                                                | Exprimés                                                        | 399 058      | 96,19        | 452 457     | 96,24       |        |        |  |

#### Île-de-France
| Tête de liste Étiquette politique (partis et alliances) | Tête de liste Étiquette politique (partis et alliances)                                                    | Premier tour | Premier tour | Second tour | Second tour | Sièges | Sièges |  |
| Tête de liste Étiquette politique (partis et alliances) | Tête de liste Étiquette politique (partis et alliances)                                                    | Voix         | %            | Voix        | %           | Nombre | %      |  |
| ------------------------------------------------------- | --- | ------------ | ------------ | ----------- | ----------- | ------ | ------ |  |
|                                                         | Valérie Pécresse Majorité présidentielle (UMP - NC)                                                        | 802 123      | 27,76        | 1 314 699   | 43,31       | 67     | 32,06  |  |
|                                                         | Jean-Paul Huchon sortant Parti socialiste (PRG - MRC)                                                      | 729 898      | 25,26        | 1 720 993   | 56,69       | 142    | 67,94  |  |
|                                                         | Cécile Duflot Europe Écologie (Cap21)                                                                      | 479 047      | 16,58        | 1 720 993   | 56,69       | 142    | 67,94  |  |
|                                                         | Pierre Laurent Front de gauche (Les Alternatifs - Parti communiste des ouvriers de France - Divers gauche) | 189 193      | 6,55         | 1 720 993   | 56,69       | 142    | 67,94  |  |
|                                                         | Marie-Christine Arnautu Front national                                                                     | 268 317      | 9,29         |             |             |        |        |  |
|                                                         | Nicolas Dupont-Aignan Debout la République (CNIP)                                                          | 119 844      | 4,15         |             |             |        |        |  |
|                                                         | Alain Dolium Mouvement démocrate (GÉ)                                                                      | 114 983      | 3,98         |             |             |        |        |  |
|                                                         | Olivier Besancenot Nouveau parti anticapitaliste                                                           | 90 319       | 3,13         |             |             |        |        |  |
|                                                         | Jean-Marc Governatori Alliance écologiste indépendante                                                     | 40 405       | 1,40         |             |             |        |        |  |
|                                                         | Axel de Boer Divers (Liste Chrétienne)                                                                     | 24 663       | 0,85         |             |             |        |        |  |
|                                                         | Jean-Pierre Mercier Lutte ouvrière                                                                         | 18 286       | 0,63         |             |             |        |        |  |
|                                                         | Almamy Kanoute Divers (Émergence)                                                                          | 12 242       | 0,42         |             |             |        |        |  |
|                                                         | |              |              |             |             |        |        |  |
| Inscrits                                                | Inscrits                                                                                                   | 6 764 105    | 100,00       | 6 764 004   | 100,00      |        |        |  |
| Abstentions                                             | Abstentions                                                                                                | 3 801 907    | 56,21        | 3 575 281   | 52,86       |        |        |  |
| Votants                                                 | Votants | 2 962 198    | 43,79        | 3 188 723   | 47,14       |        |        |  |
| Blancs et nuls                                          | Blancs et nuls                                                                                             | 72 878       | 2,46         | 153 031     | 4,80        |        |        |  |
| Exprimés                                                | Exprimés                                                                                                   | 2 889 320    | 97,54        | 3 035 692   | 95,20       |        |        |  |

#### Languedoc-Roussillon
| Tête de liste  | Tête de liste        | Liste                                      | Premier tour | Premier tour | Second tour | Second tour | Sièges | Sièges |
| Tête de liste  | Tête de liste        | Liste                                      | #            | %            | #           | %           | #      | %      |
| -------------- | -------------------- | ------------------------------------------ | ------------ | ------------ | ----------- | ----------- | ------ | ------ |
|                | Georges Frêche*      | DVG - PRG - MRC - PS dissidents            | 304 810      | 34,28        | 493 180     | 54,19       | 44     | 65,67  |
|                | Raymond Couderc      | Majorité présidentielle                    | 174 523      | 19,63        | 240 556     | 26,43       | 13     | 19,40  |
|                | France Jamet         | FN                                         | 112 656      | 12,67        | 176 380     | 19,38       | 10     | 14,93  |
|                | Jean-Louis Roumégas  | EE - Cap21                                 | 81 120       | 9,12         |             |             |        |        |
|                | René Revol           | FG - NPA - Alternatifs - FASE - M'PEP - OC | 76 418       | 8,60         |             |             |        |        |
|                | Hélène Mandroux      | PS                                         | 68 774       | 7,74         |             |             |        |        |
|                | Patrice Drevet       | AEI                                        | 34 430       | 3,87         |             |             |        |        |
|                | Christian Jeanjean   | CNI - PLD                                  | 18 017       | 2,03         |             |             |        |        |
|                | Jean-Claude Martinez | PDF - MVL                                  | 6 607        | 0,74         |             |             |        |        |
|                | Richard Roudier      | BI                                         | 6 086        | 0,68         |             |             |        |        |
|                | Liberto Plana        | LO                                         | 5 622        | 0,63         |             |             |        |        |
|                |                      |                                            |              |              |             |             |        |        |
| Inscrits       | Inscrits             | Inscrits                                   | 1 852 959    | 100,00       | 1 853 111   | 100,00      |        |        |
| Abstentions    | Abstentions          | Abstentions                                | 931 427      | 50,27        | 878 908     | 47,43       |        |        |
| Votants        | Votants              | Votants                                    | 921 532      | 49,73        | 974 203     | 52,57       |        |        |
| Blancs et nuls | Blancs et nuls       | Blancs et nuls                             | 32 469       | 3,52         | 64 087      | 6,58        |        |        |
| Exprimés       | Exprimés             | Exprimés                                   | 889 063      | 96,48        | 910 116     | 93,42       |        |        |

#### Limousin
| Tête de liste  | Tête de liste           | Liste                              | Premier tour | Premier tour | Second tour | Second tour | Sièges | Sièges |
| Tête de liste  | Tête de liste           | Liste                              | #            | %            | #           | %           | #      | %      |
| -------------- | ----------------------- | ---------------------------------- | ------------ | ------------ | ----------- | ----------- | ------ | ------ |
|                | Jean-Paul Denanot*      | PS - PRG - MRC                     | 106 203      | 38,05        | 140 826     | 47,95       | 27     | 62,79  |
|                | Ghislaine Jeannot-Pagès | EE                                 | 27 178       | 9,74         | 140 826     | 47,95       | 27     | 62,79  |
|                | Raymond Archer          | Majorité présidentielle            | 67 427       | 24,16        | 96 788      | 32,95       | 10     | 23,26  |
|                | Christian Audouin       | FG - NPA - Alternatifs - FASE - OC | 36 634       | 13,13        | 56 092      | 19,10       | 6      | 13,95  |
|                | Nicole Daccord-Gauthier | FN                                 | 21 648       | 7,76         |             |             |        |        |
|                | Jean-Jacques Bélézy     | MoDem                              | 9 950        | 3,57         |             |             |        |        |
|                | Jean-Louis Ranc         | AEI                                | 5 681        | 2,04         |             |             |        |        |
|                | Elizabeth Faucon        | LO                                 | 4 366        | 1,56         |             |             |        |        |
|                |                         |                                    |              |              |             |             |        |        |
| Inscrits       | Inscrits                | Inscrits                           | 548 016      | 100,00       | 547 814     | 100,00      |        |        |
| Abstentions    | Abstentions             | Abstentions                        | 253 238      | 46,21        | 234 301     | 42,77       |        |        |
| Votants        | Votants                 | Votants                            | 294 778      | 53,79        | 313 513     | 57,23       |        |        |
| Blancs et nuls | Blancs et nuls          | Blancs et nuls                     | 15 691       | 5,32         | 19 807      | 6,32        |        |        |
| Exprimés       | Exprimés                | Exprimés                           | 279 087      | 94,68        | 293 706     | 93,68       |        |        |

#### Lorraine
| Tête de liste  | Tête de liste         | Liste                                          | Premier tour | Premier tour | Second tour | Second tour | Sièges | Sièges |
| Tête de liste  | Tête de liste         | Liste                                          | #            | %            | #           | %           | #      | %      |
| -------------- | --------------------- | ---------------------------------------------- | ------------ | ------------ | ----------- | ----------- | ------ | ------ |
|                | Jean-Pierre Masseret* | PS - PCF - MRC                                 | 227 062      | 34,35        | 375 660     | 50,01       | 46     | 63,01  |
|                | Daniel Béguin         | EE - Cap21                                     | 60 559       | 9,16         | 375 660     | 50,01       | 46     | 63,01  |
|                | Laurent Hénart        | Majorité présidentielle - PRG                  | 157 082      | 23,77        | 237 019     | 31,55       | 17     | 23,29  |
|                | Thierry Gourlot       | FN                                             | 98 269       | 14,87        | 138 549     | 18,44       | 10     | 13,70  |
|                | Claude Bellei         | MoDem                                          | 20 901       | 3,16         |             |             |        |        |
|                | Annick Martin         | MNR - PDF - Nouvelle Droite populaire (NDP)    | 19 847       | 3,00         |             |             |        |        |
|                | Philippe Leclercq     | PCF dissidents - PG - Alternatifs - FASE - DVG | 19 833       | 3,00         |             |             |        |        |
|                | Jean-Claude Kaas      | AEI                                            | 16 318       | 2,47         |             |             |        |        |
|                | Jean-Luc André        | DLR - CNI - AC                                 | 14 861       | 2,25         |             |             |        |        |
|                | Jean-Noël Bouet       | NPA                                            | 14 815       | 2,24         |             |             |        |        |
|                | Mario Rinaldi         | LO                                             | 8 544        | 1,29         |             |             |        |        |
|                | Victor Villa          | Divers                                         | 2 337        | 0,35         |             |             |        |        |
|                | Patrice Lefeuvre      | Divers                                         | 504          | 0,08         |             |             |        |        |
|                |                       |                                                |              |              |             |             |        |        |
| Inscrits       | Inscrits              | Inscrits                                       | 1 666 261    | 100,00       | 1 665 223   | 100,00      |        |        |
| Abstentions    | Abstentions           | Abstentions                                    | 974 150      | 58,46        | 881 818     | 52,95       |        |        |
| Votants        | Votants               | Votants                                        | 692 111      | 41,54        | 783 405     | 47,05       |        |        |
| Blancs et nuls | Blancs et nuls        | Blancs et nuls                                 | 31 179       | 4,50         | 32 177      | 4,11        |        |        |
| Exprimés       | Exprimés              | Exprimés                                       | 660 932      | 95,50        | 751 228     | 95,89       |        |        |

#### Midi-Pyrénées
| Tête de liste  | Tête de liste      | Liste                   | Premier tour | Premier tour | Second tour | Second tour | Sièges | Sièges |
| Tête de liste  | Tête de liste      | Liste                   | #            | %            | #           | %           | #      | %      |
| -------------- | ------------------ | ----------------------- | ------------ | ------------ | ----------- | ----------- | ------ | ------ |
|                | Martin Malvy*      | PS - PRG - MRC          | 415 099      | 40,93        | 705 449     | 67,77       | 69     | 75,82  |
|                | Gérard Onesta      | EE - MEI - PO           | 136 557      | 13,46        | 705 449     | 67,77       | 69     | 75,82  |
|                | Christian Picquet  | FG - M'PEP              | 70 074       | 6,91         | 705 449     | 67,77       | 69     | 75,82  |
|                | Brigitte Barèges   | Majorité présidentielle | 220 625      | 21,75        | 335 518     | 32,23       | 22     | 24,17  |
|                | Frédéric Cabrolier | FN                      | 95 693       | 9,44         |             |             |        |        |
|                | Arnaud Lafon       | MoDem                   | 38 290       | 3,78         |             |             |        |        |
|                | Myriam Martin      | NPA - MOC               | 29 322       | 2,89         |             |             |        |        |
|                | Sandra Torremocha  | LO                      | 8 550        | 0,84         |             |             |        |        |
|                |                    |                         |              |              |             |             |        |        |
| Inscrits       | Inscrits           | Inscrits                | 2 038 106    | 100,00       | 2 037 904   | 100,00      |        |        |
| Abstentions    | Abstentions        | Abstentions             | 983 383      | 48,25        | 930 238     | 45,65       |        |        |
| Votants        | Votants            | Votants                 | 1 054 723    | 51,75        | 1 107 666   | 54,35       |        |        |
| Blancs et nuls | Blancs et nuls     | Blancs et nuls          | 40 513       | 3,84         | 66 699      | 6,02        |        |        |
| Exprimés       | Exprimés           | Exprimés                | 1 014 210    | 96,16        | 1 040 967   | 93,98       |        |        |

#### Nord-Pas-de-Calais
| Tête de liste  | Tête de liste       | Liste                   | Premier tour | Premier tour | Second tour | Second tour | Sièges | Sièges |
| Tête de liste  | Tête de liste       | Liste                   | #            | %            | #           | %           | #      | %      |
| -------------- | ------------------- | ----------------------- | ------------ | ------------ | ----------- | ----------- | ------ | ------ |
|                | Daniel Percheron*   | PS - PRG - MRC          | 358 204      | 29,16        | 704 181     | 51,90       | 73     | 64,60  |
|                | Alain Bocquet       | FG - Alternatifs - DVG  | 132 435      | 10,78        | 704 181     | 51,90       | 73     | 64,60  |
|                | Jean-François Caron | EE - MEI                | 126 982      | 10,34        | 704 181     | 51,90       | 73     | 64,60  |
|                | Valérie Létard      | Majorité présidentielle | 233 366      | 19,00        | 351 502     | 25,91       | 22     | 19,47  |
|                | Marine Le Pen       | FN                      | 224 871      | 18,31        | 301 190     | 22,20       | 18     | 15,93  |
|                | Olivier Henno       | MoDem                   | 48 245       | 3,93         |             |             |        |        |
|                | François Dubout     | CNI                     | 37 051       | 3,02         |             |             |        |        |
|                | Pascale Montel      | NPA                     | 36 870       | 3,00         |             |             |        |        |
|                | Éric Pecqueur       | LO                      | 17 693       | 1,44         |             |             |        |        |
|                | Mickaël Poillion    | Divers                  | 12 648       | 1,03         |             |             |        |        |
|                |                     |                         |              |              |             |             |        |        |
| Inscrits       | Inscrits            | Inscrits                | 2 870 281    | 100,00       | 2 872 257   | 100,00      |        |        |
| Abstentions    | Abstentions         | Abstentions             | 1 593 097    | 55,50        | 1 460 589   | 50,85       |        |        |
| Votants        | Votants             | Votants                 | 1 277 184    | 44,50        | 1 411 668   | 49,15       |        |        |
| Blancs et nuls | Blancs et nuls      | Blancs et nuls          | 48 819       | 3,82         | 54 795      | 3,88        |        |        |
| Exprimés       | Exprimés            | Exprimés                | 1 228 365    | 96,18        | 1 356 873   | 96,12       |        |        |

#### Basse-Normandie
| Tête de liste  | Tête de liste          | Liste                   | Premier tour | Premier tour | Second tour | Second tour | Sièges | Sièges |
| Tête de liste  | Tête de liste          | Liste                   | #            | %            | #           | %           | #      | %      |
| -------------- | ---------------------- | ----------------------- | ------------ | ------------ | ----------- | ----------- | ------ | ------ |
|                | Laurent Beauvais*      | PS - PCF - PRG - MRC    | 156 959      | 32,56        | 296 192     | 57,15       | 32     | 68,09  |
|                | François Dufour        | EE                      | 57 879       | 12,01        | 296 192     | 57,15       | 32     | 68,09  |
|                | Jean-François Le Grand | Majorité présidentielle | 133 451      | 27,68        | 222 053     | 42,85       | 15     | 31,91  |
|                | Rodolphe Thomas        | MoDem                   | 42 924       | 8,90         |             |             |        |        |
|                | Valérie Dupont         | FN                      | 41 938       | 8,70         |             |             |        |        |
|                | Christine Coulon       | NPA - PG                | 24 044       | 4,99         |             |             |        |        |
|                | Fernand Le Rachinel    | PDF                     | 17 888       | 3,71         |             |             |        |        |
|                | Pierre Casevitz        | LO                      | 6 985        | 1,45         |             |             |        |        |
|                |                        |                         |              |              |             |             |        |        |
| Inscrits       | Inscrits               | Inscrits                | 1 066 971    | 100,00       | 1 066 736   | 100,00      |        |        |
| Abstentions    | Abstentions            | Abstentions             | 564 800      | 52,93        | 518 735     | 48,63       |        |        |
| Votants        | Votants                | Votants                 | 502 171      | 47,07        | 548 001     | 51,37       |        |        |
| Blancs et nuls | Blancs et nuls         | Blancs et nuls          | 20 103       | 4,00         | 29 756      | 5,43        |        |        |
| Exprimés       | Exprimés               | Exprimés                | 482 068      | 96,00        | 518 245     | 94,57       |        |        |

#### Haute-Normandie
| Tête de liste  | Tête de liste    | Liste                   | Premier tour | Premier tour | Second tour | Second tour | Sièges | Sièges |
| Tête de liste  | Tête de liste    | Liste                   | #            | %            | #           | %           | #      | %      |
| -------------- | ---------------- | ----------------------- | ------------ | ------------ | ----------- | ----------- | ------ | ------ |
|                | Alain Le Vern*   | PS - PRG - MRC          | 199 345      | 34,87        | 346 633     | 55,10       | 37     | 67,27  |
|                | Claude Taleb     | EE - Cap21              | 52 164       | 9,12         | 346 633     | 55,10       | 37     | 67,27  |
|                | Sébastien Jumel  | FG                      | 47 959       | 8,39         | 346 633     | 55,10       | 37     | 67,27  |
|                | Bruno Le Maire   | Majorité présidentielle | 142 927      | 25,00        | 193 128     | 30,70       | 12     | 21,82  |
|                | Nicolas Bay      | FN                      | 67 419       | 11,79        | 89 333      | 14,20       | 6      | 10,91  |
|                | Danielle Jeanne  | MoDem                   | 16 460       | 2,88         |             |             |        |        |
|                | Christine Poupin | NPA                     | 14 633       | 2,56         |             |             |        |        |
|                | Brigitte Brière  | DLR - CNI               | 10 237       | 1,79         |             |             |        |        |
|                | Carl Lang        | PDF                     | 8 363        | 1,46         |             |             |        |        |
|                | Bernard Frau     | AEI - PFdN              | 6 487        | 1,13         |             |             |        |        |
|                | Gisèle Lapeyre   | LO                      | 5 686        | 0,99         |             |             |        |        |
|                |                  |                         |              |              |             |             |        |        |
| Inscrits       | Inscrits         | Inscrits                | 1 278 914    | 100,00       | 1 278 856   | 100,00      |        |        |
| Abstentions    | Abstentions      | Abstentions             | 685 811      | 53,62        | 626 890     | 49,02       |        |        |
| Votants        | Votants          | Votants                 | 593 103      | 46,38        | 651 966     | 50,98       |        |        |
| Blancs et nuls | Blancs et nuls   | Blancs et nuls          | 21 423       | 3,61         | 22 872      | 3,51        |        |        |
| Exprimés       | Exprimés         | Exprimés                | 571 680      | 96,39        | 629 094     | 96,49       |        |        |

#### Pays de la Loire
| Tête de liste  | Tête de liste        | Liste                         | Premier tour | Premier tour | Second tour | Second tour | Sièges | Sièges |
| Tête de liste  | Tête de liste        | Liste                         | #            | %            | #           | %           | #      | %      |
| -------------- | -------------------- | ----------------------------- | ------------ | ------------ | ----------- | ----------- | ------ | ------ |
|                | Jacques Auxiette*    | PS - PRG - MRC                | 405 105      | 34,36        | 702 163     | 56,39       | 63     | 67,74  |
|                | Jean-Philippe Magnen | EE - Cap21                    | 160 831      | 13,64        | 702 163     | 56,39       | 63     | 67,74  |
|                | Christophe Béchu     | Majorité présidentielle       | 386 479      | 32,78        | 543 069     | 43,61       | 30     | 32,26  |
|                | Brigitte Neveux      | FN                            | 83 159       | 7,05         |             |             |        |        |
|                | Marc Gicquel         | FG - NPA - Alternatifs - FASE | 58 901       | 5,00         |             |             |        |        |
|                | Patricia Gallerneau  | Modem - AEI                   | 53 879       | 4,57         |             |             |        |        |
|                | Eddy Le Beller       | LO                            | 18 861       | 1,60         |             |             |        |        |
|                | Jacky Flippot        | PB - AEI                      | 11 670       | 0,99         |             |             |        |        |
|                |                      |                               |              |              |             |             |        |        |
| Inscrits       | Inscrits             | Inscrits                      | 2 551 766    | 100,00       | 2 552 004   | 100,00      |        |        |
| Abstentions    | Abstentions          | Abstentions                   | 1 321 022    | 51,77        | 1 230 617   | 48,22       |        |        |
| Votants        | Votants              | Votants                       | 1 230 744    | 48,23        | 1 321 387   | 51,78       |        |        |
| Blancs et nuls | Blancs et nuls       | Blancs et nuls                | 51 859       | 4,21         | 76 155      | 5,76        |        |        |
| Exprimés       | Exprimés             | Exprimés                      | 1 178 885    | 95,79        | 1 245 232   | 94,24       |        |        |

#### Picardie
| Tête de liste  | Tête de liste       | Liste                         | Premier tour | Premier tour | Second tour | Second tour | Sièges | Sièges |
| Tête de liste  | Tête de liste       | Liste                         | #            | %            | #           | %           | #      | %      |
| -------------- | ------------------- | ----------------------------- | ------------ | ------------ | ----------- | ----------- | ------ | ------ |
|                | Claude Gewerc*      | PS - PRG - MRC                | 153 044      | 26,64        | 310 674     | 48,28       | 35     | 61,40  |
|                | Christophe Porquier | EE                            | 57 343       | 9,98         | 310 674     | 48,28       | 35     | 61,40  |
|                | Caroline Cayeux     | Majorité présidentielle       | 149 007      | 25,94        | 208 665     | 32,43       | 14     | 24,56  |
|                | Michel Guiniot      | FN                            | 90 802       | 15,81        | 124 177     | 19,30       | 8      | 14,04  |
|                | Maxime Gremetz      | Colère et espoir              | 35 643       | 6,20         |             |             |        |        |
|                | Thierry Aury        | FG - Alternatifs - PCOF - DVG | 30 721       | 5,35         |             |             |        |        |
|                | France Mathieu      | MoDem - AEI - Cap21           | 21 486       | 3,74         |             |             |        |        |
|                | Sylvain Desbureaux  | NPA                           | 17 269       | 3,01         |             |             |        |        |
|                | Thomas Joly         | PDF - MNR                     | 11 624       | 2,02         |             |             |        |        |
|                | Roland Szpirko      | LO                            | 7 555        | 1,32         |             |             |        |        |
|                |                     |                               |              |              |             |             |        |        |
| Inscrits       | Inscrits            | Inscrits                      | 1 321 513    | 100,00       | 1 320 977   | 100,00      |        |        |
| Abstentions    | Abstentions         | Abstentions                   | 719 286      | 54,43        | 645 273     | 48,85       |        |        |
| Votants        | Votants             | Votants                       | 602 227      | 45,57        | 675 704     | 51,15       |        |        |
| Blancs et nuls | Blancs et nuls      | Blancs et nuls                | 27 733       | 4,61         | 32 188      | 4,76        |        |        |
| Exprimés       | Exprimés            | Exprimés                      | 574 494      | 95,39        | 643 516     | 95,24       |        |        |

#### Poitou-Charentes
| Tête de liste  | Tête de liste                    | Liste                    | Premier tour | Premier tour | Second tour | Second tour | Sièges | Sièges |
| Tête de liste  | Tête de liste                    | Liste                    | #            | %            | #           | %           | #      | %      |
| -------------- | -------------------------------- | ------------------------ | ------------ | ------------ | ----------- | ----------- | ------ | ------ |
|                | Ségolène Royal*                  | PS - PRG - MRC           | 240 885      | 38,98        | 392 291     | 60,61       | 39     | 70,91  |
|                | Françoise Coutant                | EE                       | 73 644       | 11,92        | 392 291     | 60,61       | 39     | 70,91  |
|                | Dominique Bussereau              | Majorité présidentielle  | 182 011      | 29,45        | 254 957     | 39,39       | 16     | 29,09  |
|                | Jean-Marc de Lacoste-Lareymondie | FN                       | 47 728       | 7,72         |             |             |        |        |
|                | Gisèle Jean                      | FG - PCOF - M'PEP        | 28 801       | 4,66         |             |             |        |        |
|                | Pascal Monier                    | MoDem - AEI              | 26 980       | 4,37         |             |             |        |        |
|                | Myriam Rossignol                 | NPA - Alternatifs - FASE | 11 431       | 1,85         |             |             |        |        |
|                | Ludovic Gaillard                 | LO                       | 6 450        | 1,04         |             |             |        |        |
|                |                                  |                          |              |              |             |             |        |        |
| Inscrits       | Inscrits                         | Inscrits                 | 1 284 492    | 100,00       | 1 284 403   | 100,00      |        |        |
| Abstentions    | Abstentions                      | Abstentions              | 641 143      | 49,91        | 597 907     | 46,55       |        |        |
| Votants        | Votants                          | Votants                  | 643 349      | 50,09        | 686 496     | 53,45       |        |        |
| Blancs et nuls | Blancs et nuls                   | Blancs et nuls           | 25 419       | 3,95         | 39 248      | 5,72        |        |        |
| Exprimés       | Exprimés                         | Exprimés                 | 617 930      | 96,05        | 647 248     | 94,28       |        |        |

#### Provence-Alpes-Côte d'Azur
| Tête de liste Étiquettes | Tête de liste Étiquettes                                     | Premier tour | Premier tour | Second tour | Second tour | Sièges | Sièges |
| Tête de liste Étiquettes | Tête de liste Étiquettes                                     | Voix         | %            | Voix        | %           | Sièges | Sièges |
| ------------------------ | ------------------------------------------------------------ | ------------ | ------------ | ----------- | ----------- | ------ | ------ |
|                          | Thierry Mariani Union pour un mouvement populaire (NC - MPF) | 388 365      | 26,60        | 559 381     | 33,02       | 30     |        |
|                          | Michel Vauzelle sortant Parti socialiste (PRG)               | 376 601      | 25,80        | 747 297     | 44,11       | 72     |        |
|                          | Laurence Vichnievsky Les Verts (Cap21)                       | 159 426      | 10,92        | 747 297     | 44,11       | 72     |        |
|                          | Jean-Marc Coppola Front de gauche (PCF - PG)                 | 89 256       | 6,11         | 747 297     | 44,11       | 72     |        |
|                          | Jean-Marie Le Pen Front national                             | 296 283      | 20,30        | 387 481     | 22,87       | 21     |        |
|                          | Jacques Bompard Ligue du Sud (PDF - MNR)                     | 39 284       | 2,69         |             |             |        |        |
|                          | Catherine Levraud Mouvement démocrate                        | 36 699       | 2,51         |             |             |        |        |
|                          | Patrice Miran Alliance écologiste indépendante               | 34 076       | 2,33         |             |             |        |        |
|                          | Pierre Godard Nouveau parti anticapitaliste (FASE)           | 30 814       | 2,11         |             |             |        |        |
|                          | Isabelle Bonnet Lutte ouvrière                               | 9 028        | 0,62         |             |             |        |        |
|                          |                                                              |              |              |             |             |        |        |
| Inscrits                 | Inscrits                                                     | 3 347 258    | 100,00       | 3 347 144   | 100,00      | 123    |        |
| Abstentions              | Abstentions                                                  | 1 845 298    | 55,13        | 1 599 747   | 47,79       |        |        |
| Votants                  | Votants                                                      | 1 501 960    | 44,87        | 1 747 397   | 52,21       |        |        |
| Blancs et nuls           | Blancs et nuls                                               | 42 128       | 2,8          | 53 238      | 3,05        |        |        |
| Exprimés                 | Exprimés                                                     | 1 459 832    | 97,2         | 1 694 159   | 96,95       |        |        |

#### Rhône-Alpes
| Tête de liste  | Tête de liste        | Liste                         | Premier tour | Premier tour | Second tour | Second tour | Sièges | Sièges |
| Tête de liste  | Tête de liste        | Liste                         | #            | %            | #           | %           | #      | %      |
| -------------- | -------------------- | ----------------------------- | ------------ | ------------ | ----------- | ----------- | ------ | ------ |
|                | Françoise Grossetête | Majorité présidentielle       | 450 914      | 26,39        | 666 526     | 34,02       | 40     | 25,48  |
|                | Jean-Jack Queyranne* | PS - PRG - MRC                | 433 964      | 25,40        | 994 381     | 50,75       | 99     | 63,69  |
|                | Philippe Meirieu     | EE - MRS                      | 304 541      | 17,82        | 994 381     | 50,75       | 99     | 63,69  |
|                | Élisa Martin         | FG - Alternatifs - PCOF - DVG | 107 761      | 6,31         | 994 381     | 50,75       | 99     | 63,69  |
|                | Bruno Gollnisch      | FN                            | 239 301      | 14,00        | 298 273     | 15,22       | 17     | 10,83  |
|                | Azouz Begag          | MoDem                         | 73 920       | 4,33         |             |             |        |        |
|                | Myriam Combet        | NPA                           | 41 539       | 2,43         |             |             |        |        |
|                | Michel Dulac         | Divers                        | 32 467       | 1,90         |             |             |        |        |
|                | Nathalie Arthaud     | LO                            | 24 287       | 1,42         |             |             |        |        |
|                |                      |                               |              |              |             |             |        |        |
| Inscrits       | Inscrits             | Inscrits                      | 4 094 169    | 100,00       | 4 094 267   | 100,00      |        |        |
| Abstentions    | Abstentions          | Abstentions                   | 2 328 240    | 56,87        | 2 067 180   | 50,49       |        |        |
| Votants        | Votants              | Votants                       | 1 765 929    | 43,13        | 2 027 087   | 49,51       |        |        |
| Blancs et nuls | Blancs et nuls       | Blancs et nuls                | 57 235       | 3,24         | 67 907      | 3,35        |        |        |
| Exprimés       | Exprimés             | Exprimés                      | 1 708 694    | 96,76        | 1 959 180   | 96,65       |        |        |

### Outre-mer

#### Guadeloupe
|                | Victorin Lurel*     | PS - PPDG - Verts - MoDem     | 78 261  | 56,51  | 31 | 75,60 |  |  |
|                | Blaise Aldo         | Majorité présidentielle       | 19 405  | 14,01  | 4  | 9,76  |  |  |
|                | Éric Jalton         | DVG - GUSR - PCG - PSG - UPLG | 17 175  | 12,40  | 4  | 9,76  |  |  |
|                | Cédric Cornet       | CDI                           | 9 634   | 6,96   | 2  | 4,88  |  |  |
|                | Jean-Marie Nomertin | CO - LO                       | 3 911   | 2,82   |    |       |  |  |
|                | Jeanny Marc         | GUSR dissident                | 3 903   | 2,82   |    |       |  |  |
|                | Octavie Losio       | DVD                           | 2 871   | 2,07   |    |       |  |  |
|                | Alain Plaisir       | CIPPA                         | 1 958   | 1,41   |    |       |  |  |
|                | Alain Lesueur       | DVG                           | 1 377   | 0,99   |    |       |  |  |
|                |                     |                               |         |        |    |       |  |  |
| Inscrits       | Inscrits            | Inscrits                      | 292 099 | 100,00 |    |       |  |  |
| Abstentions    | Abstentions         | Abstentions                   | 146 597 | 50,19  |    |       |  |  |
| Votants        | Votants             | Votants                       | 145 502 | 49,81  |    |       |  |  |
| Blancs et nuls | Blancs et nuls      | Blancs et nuls                | 7 007   | 4,82   |    |       |  |  |
| Exprimés       | Exprimés            | Exprimés                      | 138 495 | 95,18  |    |       |  |  |

#### Guyane
| Tête de liste  | Tête de liste              | Liste                   | Premier tour | Premier tour | Second tour | Second tour | Sièges | Sièges |
| Tête de liste  | Tête de liste              | Liste                   | #            | %            | #           | %           | #      | %      |
| -------------- | -------------------------- | ----------------------- | ------------ | ------------ | ----------- | ----------- | ------ | ------ |
|                | Rodolphe Alexandre         | Majorité présidentielle | 12 202       | 40,61        | 19 152      | 56,11       | 21     | 67,74  |
|                | Christiane Taubira         | Walwari - MDES          | 6 916        | 23,02        | 14 982      | 43,89       | 10     | 32,26  |
|                | Gabriel Serville           | PSG                     | 1 845        | 6,14         | 14 982      | 43,89       | 10     | 32,26  |
|                | José Gaillou               | EE                      | 1 582        | 5,27         | 14 982      | 43,89       | 10     | 32,26  |
|                | Chantal Berthelot          | DVG                     | 1 532        | 5,10         | 14 982      | 43,89       | 10     | 32,26  |
|                | Joëlle Prévôt-Madère       | DVD autonomiste         | 2 225        | 7,41         |             |             |        |        |
|                | Gil Horth                  | FDG                     | 1 443        | 4,80         |             |             |        |        |
|                | Roger Arel                 | DVD                     | 1 274        | 4,24         |             |             |        |        |
|                | Gilbert Fossé              | DVD autonomiste         | 725          | 2,41         |             |             |        |        |
|                | Léon Jean-Baptiste-Édouard | PS                      | 301          | 1,00         |             |             |        |        |
|                |                            |                         |              |              |             |             |        |        |
| Inscrits       | Inscrits                   | Inscrits                | 69 657       | 100,00       | 69 655      | 100,00      |        |        |
| Abstentions    | Abstentions                | Abstentions             | 38 701       | 55,56        | 34 480      | 49,50       |        |        |
| Votants        | Votants                    | Votants                 | 30 956       | 44,44        | 35 175      | 50,50       |        |        |
| Blancs et nuls | Blancs et nuls             | Blancs et nuls          | 911          | 2,94         | 1 041       | 2,96        |        |        |
| Exprimés       | Exprimés                   | Exprimés                | 30 045       | 97,06        | 34 134      | 97,04       |        |        |

#### Martinique
| Tête de liste  | Tête de liste            | Liste                   | Premier tour | Premier tour | Second tour | Second tour | Sièges | Sièges |
| Tête de liste  | Tête de liste            | Liste                   | #            | %            | #           | %           | #      | %      |
| -------------- | ------------------------ | ----------------------- | ------------ | ------------ | ----------- | ----------- | ------ | ------ |
|                | Serge Letchimy           | PPM                     | 51 793       | 40,02        | 78 193      | 48,35       | 26     | 63,42  |
|                | Alfred Marie-Jeanne*     | MIM                     | 41 642       | 32,18        | 66 359      | 41,03       | 12     | 29,27  |
|                | André Lesueur            | Majorité présidentielle | 13 586       | 10,50        | 17 187      | 10,63       | 3      | 7,32   |
|                | Madeleine de Grandmaison | RDM                     | 8 875        | 6,86         |             |             |        |        |
|                | Pierre Samot             | BPM                     | 5 131        | 3,96         |             |             |        |        |
|                | Ghislaine Joachim-Arnaud | CO - LO                 | 3 514        | 2,72         |             |             |        |        |
|                | Guy Lordinot             | DVG                     | 2 446        | 1,89         |             |             |        |        |
|                | Max Orville              | MoDem                   | 1 350        | 1,04         |             |             |        |        |
|                | Jean-Claude Granier      | DVD autonomiste         | 1 082        | 0,84         |             |             |        |        |
|                |                          |                         |              |              |             |             |        |        |
| Inscrits       | Inscrits                 | Inscrits                | 301 244      | 100,00       | 301 249     | 100,00      |        |        |
| Abstentions    | Abstentions              | Abstentions             | 167 278      | 55,53        | 135 384     | 44,94       |        |        |
| Votants        | Votants                  | Votants                 | 133 966      | 44,47        | 165 865     | 55,06       |        |        |
| Blancs et nuls | Blancs et nuls           | Blancs et nuls          | 4 547        | 3,39         | 4 126       | 2,49        |        |        |
| Exprimés       | Exprimés                 | Exprimés                | 129 419      | 96,61        | 161 739     | 97,51       |        |        |

#### La Réunion
| Tête de liste  | Tête de liste        | Liste                   | Premier tour | Premier tour | Second tour | Second tour | Sièges | Sièges |
| Tête de liste  | Tête de liste        | Liste                   | #            | %            | #           | %           | #      | %      |
| -------------- | -------------------- | ----------------------- | ------------ | ------------ | ----------- | ----------- | ------ | ------ |
|                | Paul Vergès*         | PCR - Free Dom - MoDem  | 71 638       | 30,22        | 112 201     | 35,55       | 12     | 26,67  |
|                | André Thien Ah Koon  | DVD                     | 12 734       | 5,37         | 112 201     | 35,55       | 12     | 26,67  |
|                | Didier Robert        | Majorité présidentielle | 62 643       | 26,43        | 143 485     | 45,46       | 27     | 60,00  |
|                | Nadia Ramassamy      | AMPR                    | 14 023       | 5,92         | 143 485     | 45,46       | 27     | 60,00  |
|                | Michel Vergoz        | PS                      | 30 970       | 13,07        | 59 933      | 18,99       | 6      | 13,34  |
|                | Jean-Paul Virapoullé | DVD                     | 15 959       | 6,73         |             |             |        |        |
|                | Eric Magamootoo      | DVD autonomiste         | 11 818       | 4,99         |             |             |        |        |
|                | Vincent Defaud       | EE                      | 11 700       | 4,94         |             |             |        |        |
|                | Aniel Boyer          | NR                      | 2 097        | 0,88         |             |             |        |        |
|                | Jean-Yves Payet      | LO                      | 1 945        | 0,82         |             |             |        |        |
|                | Johny Arnachellum    | DVD autonomiste         | 1 269        | 0,54         |             |             |        |        |
|                | Daniel Pouny         | DVD autonomiste         | 231          | 0,10         |             |             |        |        |
|                |                      |                         |              |              |             |             |        |        |
| Inscrits       | Inscrits             | Inscrits                | 550 399      | 100,00       | 550 480     | 100,00      |        |        |
| Abstentions    | Abstentions          | Abstentions             | 301 211      | 54,73        | 221 856     | 40,30       |        |        |
| Votants        | Votants              | Votants                 | 249 188      | 45,27        | 328 624     | 59,70       |        |        |
| Blancs et nuls | Blancs et nuls       | Blancs et nuls          | 12 161       | 4,88         | 13 005      | 3,96        |        |        |
| Exprimés       | Exprimés             | Exprimés                | 237 027      | 95,12        | 315 619     | 96,04       |        |        |

### Bilan, présence par régions
|  |             | ALS | AQU | AUV | BOU | BRE | CEN | CHA | COR | FRC | IDF | LAN | LIM | LOR | MID | NPC | BNO | HNO | PDL | PIC | POI | PACA | RHO | MAR | GUA | GUY | REU | TOTAL ÉLUS |                                |
|  | FN          | 5   | –   | –   | 6   | –   | 7   | 6   | –   | 4   | –   | 10  | –   | 10  | –   | 18  | –   | 6   | –   | 8   | –   | 21   | 16  | –   | –   | –   | –   | 117        | Extrême droite 118             |
|  | EXD         | –   | –   | –   | –   | –   | –   | –   | –   | –   | –   | –   | –   | –   | –   | –   | –   | –   | –   | –   | –   | –    | 1   | –   | –   | –   | –   | 1          | Extrême droite 118             |
|  | DVD         | 5   | 1   | 3   | –   | 4   | 1   | 1   | –   | –   | 1   | 2   | 2   | 2   | 1   | –   | 2   | 1   | –   | 2   | –   | –    | –   | –   | 4   | 17  | 4   | 54         | Divers Droite 80               |
|  | MPF         | –   | –   | –   | –   | –   | –   | –   | –   | –   | –   | –   | –   | –   | 1   | –   | –   | –   | 4   | 1   | 2   | 1    | 1   | –   | –   | –   | –   | 9          | Divers Droite 80               |
|  | CPNT        | –   | 1   | –   | –   | –   | –   | –   | –   | –   | –   | –   | –   | –   | –   | –   | –   | –   | –   | 1   | 2   | –    | 1   | –   | –   | –   | –   | 5          | Divers Droite 80               |
|  | PCD         | –   | –   | –   | –   | –   | –   | –   | –   | –   | 2   | –   | –   | –   | –   | –   | –   | 1   | 1   | –   | –   | –    | –   | –   | –   | –   | –   | 4          | Divers Droite 80               |
|  | FMP         | –   | –   | –   | –   | –   | –   | –   | –   | –   | –   | –   | –   | –   | –   | –   | –   | –   | –   | –   | –   | –    | –   | 4   | –   | –   | –   | 4          | Divers Droite 80               |
|  | RS          | –   | –   | –   | –   | 1   | –   | –   | –   | –   | –   | –   | –   | –   | –   | –   | –   | –   | –   | –   | –   | –    | –   | –   | –   | –   | –   | 1          | Divers Droite 80               |
|  | RPGFC       | –   | –   | –   | –   | –   | –   | –   | –   | –   | –   | –   | –   | –   | –   | –   | –   | –   | –   | –   | –   | –    | –   | –   | 1   | –   | –   | 1          | Divers Droite 80               |
|  | ER          | –   | –   | –   | –   | –   | –   | –   | –   | –   | –   | –   | –   | –   | –   | –   | –   | –   | –   | –   | –   | –    | –   | –   | –   | –   | 1   | 1          | Divers Droite 80               |
|  | OR          | –   | –   | –   | –   | –   | –   | –   | –   | –   | –   | –   | –   | –   | –   | –   | –   | –   | –   | –   | –   | –    | –   | –   | –   | –   | 1   | 1          | Divers Droite 80               |
|  | AMPR        | –   | –   | –   | –   | –   | –   | –   | –   | –   | –   | –   | –   | –   | –   | –   | –   | –   | –   | –   | –   | –    | –   | –   | –   | –   | 1   | 1          | Divers Droite 80               |
|  | UMP         | 17  | 13  | 10  | 10  | 14  | 16  | 10  | 11  | 10  | 49  | 9   | 6   | 10  | 14  | 16  | 10  | 6   | 18  | 7   | 7   | 24   | 31  | –   | 1   | 4   | 17  | 340        | Majorité, 340                  |
|  | NC          | 3   | 2   | 1   | 4   | 1   | 3   | 2   | –   | 2   | 10  | 2   | –   | 3   | 3   | 5   | 3   | 4   | 3   | 3   | 4   | 5    | 3   | –   | –   | –   | 3   | 69         | Centre-droit 100               |
|  | PRV         | 1   | –   | –   | –   | –   | 1   | 1   | 1   | –   | 3   | –   | 2   | 2   | 3   | 1   | –   | –   | –   | –   | –   | 1    | 4   | –   | –   | –   | –   | 20         | Centre-droit 100               |
|  | AC          | –   | –   | –   | –   | –   | –   | –   | –   | –   | –   | –   | –   | –   | –   | –   | –   | –   | 4   | –   | –   | –    | –   | –   | –   | –   | –   | 4          | Centre-droit 100               |
|  | LGM         | 2   | –   | –   | –   | –   | –   | –   | –   | –   | –   | –   | –   | –   | –   | –   | –   | –   | –   | –   | –   | –    | –   | –   | 1   | –   | 1   | 4          | Centre-droit 100               |
|  | PRO         | –   | –   | –   | –   | –   | –   | –   | –   | –   | 2   | –   | –   | –   | –   | –   | –   | –   | –   | –   | –   | –    | –   | –   | –   | –   | –   | 2          | Centre-droit 100               |
|  | OsO         | –   | –   | –   | –   | –   | –   | –   | –   | –   | –   | –   | –   | –   | –   | –   | –   | –   | –   | –   | –   | –    | –   | 1   | –   | –   | –   | 1          | Centre-droit 100               |
|  | Modem       | –   | 10  | –   | –   | –   | –   | –   | –   | –   | –   | –   | –   | –   | –   | –   | –   | –   | –   | –   | –   | –    | –   | –   | –   | –   | 1   | 11         | MoDem, 11                      |
|  |             | ALS | AQU | AUV | BOU | BRE | CEN | CHA | COR | FRC | IDF | LAN | LIM | LOR | MID | NPC | BNO | HNO | PDL | PIC | POI | PACA | RHO | MAR | GUA | GUY | REU | TOTAL ÉLUS |                                |
|  | PS          | 7   | 37  | 14  | 24  | 35  | 26  | 17  | 2   | 16  | 61  | –   | 21  | 32  | 32  | 34  | 15  | 20  | 35  | 18  | 19  | 41   | 46  | –   | –   | –   | 5   | 558        | Socialistes 566                |
|  | FGPS        | –   | –   | –   | –   | –   | –   | –   | –   | –   | –   | –   | –   | –   | –   | –   | –   | –   | –   | –   | –   | –    | –   | –   | 6   | –   | –   | 6          | Socialistes 566                |
|  | FSM         | –   | –   | –   | –   | –   | –   | –   | –   | –   | –   | –   | –   | –   | –   | –   | –   | –   | –   | –   | –   | –    | –   | 2   | –   | –   | –   | 2          | Socialistes 566                |
|  | DVG         | 1   | 3   | 1   | 1   | 5   | –   | 1   | 5   | 2   | 1   | 34  | –   | –   | 3   | 4   | –   | 1   | –   | –   | 3   | 4    | 2   | 11  | 22  | –   | 5   | 108        | Divers gauche 81               |
|  | PRG         | –   | 1   | 1   | 1   | –   | 3   | –   | 8   | –   | 4   | 2   | –   | –   | 11  | 3   | 4   | 3   | 2   | 3   | 3   | 1    | 5   | –   | –   | –   | –   | 55         | Divers gauche 81               |
|  | MRC         | –   | 1   | 1   | –   | –   | –   | –   | –   | 2   | 5   | 1   | –   | –   | 1   | 3   | –   | –   | –   | 2   | –   | –    | –   | –   | –   | –   | 1   | 17         | Divers gauche 81               |
|  | Walwari     | –   | –   | –   | –   | –   | –   | –   | –   | –   | –   | –   | –   | –   | –   | –   | –   | –   | –   | –   | –   | –    | –   | –   | –   | 6   | –   | 6          | Divers gauche 81               |
|  | CSD         | –   | –   | –   | –   | –   | –   | –   | 4   | –   | –   | –   | –   | –   | –   | –   | –   | –   | –   | –   | –   | –    | –   | –   | –   | –   | –   | 4          | Divers gauche 81               |
|  | Centr.      | –   | –   | –   | –   | –   | –   | –   | –   | –   | –   | –   | –   | –   | –   | –   | –   | –   | –   | –   | 2   | –    | 1   | –   | –   | –   | –   | 3          | Divers gauche 81               |
|  | FD          | –   | –   | –   | –   | –   | –   | –   | –   | –   | –   | –   | –   | –   | –   | –   | –   | –   | –   | –   | –   | –    | –   | –   | –   | –   | 2   | 2          | Divers gauche 81               |
|  | MPF         | –   | –   | –   | –   | –   | –   | –   | –   | –   | –   | –   | –   | –   | –   | –   | –   | –   | –   | –   | –   | –    | –   | 1   | –   | –   | –   | 1          | Divers gauche 81               |
|  | VAS         | –   | –   | –   | –   | –   | –   | –   | –   | –   | –   | –   | –   | –   | –   | –   | –   | –   | –   | –   | –   | –    | –   | 1   | –   | –   | –   | 1          | Divers gauche 81               |
|  | MDJ         | –   | –   | –   | –   | –   | –   | –   | –   | –   | –   | –   | –   | –   | –   | –   | –   | –   | –   | –   | –   | –    | –   | 1   | –   | –   | –   | 1          | Divers gauche 81               |
|  | GUSR        | –   | –   | –   | –   | –   | –   | –   | –   | –   | –   | –   | 1   | –   | –   | –   | –   | –   | –   | –   | –   | –    | –   | –   | 1   | –   | –   | 1          | Divers gauche 81               |
|  | PSG         | –   | –   | –   | –   | –   | –   | –   | –   | –   | –   | –   | –   | –   | –   | –   | –   | –   | –   | –   | –   | –    | –   | –   | –   | 1   | –   | 1          | Divers gauche 81               |
|  |             | ALS | AQU | AUV | BOU | BRE | CEN | CHA | COR | FRC | IDF | LAN | LIM | LOR | MID | NPC | BNO | HNO | PDL | PIC | POI | PACA | RHO | MAR | GUA | GUY | REU | TOTAL ÉLUS |                                |
|  | EELV        | 5   | 9   | 6   | 6   | 7   | 12  | 5   | –   | 7   | 50  | –   | 3   | 8   | 14  | 13  | 9   | 5   | 17  | 8   | 11  | 16   | 35  | –   | 1   | –   | –   | 247        | Verts, 247                     |
|  | BE          | –   | –   | –   | –   | 6   | –   | –   | –   | –   | –   | –   | –   | –   | –   | –   | –   | –   | –   | –   | –   | –    | –   | –   | –   | –   | –   | 6          | Écologistes indépendants, 20   |
|  | ECO         | –   | –   | –   | –   | –   | –   | –   | –   | –   | –   | 2   | –   | –   | –   | –   | –   | –   | –   | –   | –   | –    | –   | –   | –   | 1   | 1   | 4          | Écologistes indépendants, 20   |
|  | MEI         | 1   | –   | –   | –   | –   | –   | –   | –   | –   | –   | –   | –   | –   | –   | 2   | –   | –   | –   | –   | –   | –    | –   | –   | –   | –   | –   | 3          | Écologistes indépendants, 20   |
|  | E&S         | –   | –   | –   | –   | –   | –   | –   | –   | –   | –   | –   | –   | –   | –   | –   | –   | –   | 3   | –   | –   | –    | –   | –   | –   | –   | –   | 3          | Écologistes indépendants, 20   |
|  | Cap21       | –   | –   | –   | –   | –   | –   | –   | –   | –   | –   | –   | –   | 1   | –   | –   | –   | –   | 1   | –   | –   | –    | –   | –   | –   | –   | –   | 2          | Écologistes indépendants, 20   |
|  | MEL         | –   | –   | –   | –   | –   | –   | –   | –   | –   | –   | –   | 1   | –   | –   | –   | –   | –   | –   | –   | –   | –    | –   | –   | –   | –   | –   | 1          | Écologistes indépendants, 20   |
|  | GE          | –   | –   | –   | –   | –   | –   | –   | –   | –   | –   | 1   | –   | –   | –   | –   | –   | –   | –   | –   | –   | –    | –   | –   | –   | –   | –   | 1          | Écologistes indépendants, 20   |
|  | R&PS-PO     | –   | 1   | 1   | –   | –   | –   | –   | –   | –   | –   | –   | –   | –   | 1   | –   | –   | –   | –   | –   | –   | 2    | –   | –   | –   | –   | –   | 5          | Régionalistes, 48              |
|  | R&PS-UDB    | –   | –   | –   | –   | 4   | –   | –   | –   | –   | –   | –   | –   | –   | –   | –   | –   | –   | –   | –   | –   | –    | –   | –   | –   | –   | –   | 4          | Régionalistes, 48              |
|  | R&PS-PNC    | –   | –   | –   | –   | –   | –   | –   | 4   | –   | –   | –   | –   | –   | –   | –   | –   | –   | –   | –   | –   | –    | –   | –   | –   | –   | –   | 4          | Régionalistes, 48              |
|  | R&PS-MRS    | –   | –   | –   | –   | –   | –   | –   | –   | –   | –   | –   | –   | –   | –   | –   | –   | –   | –   | –   | –   | –    | 1   | –   | –   | –   | –   | 1          | Régionalistes, 48              |
|  | R&PS-CMA    | –   | –   | –   | –   | –   | –   | –   | –   | –   | –   | –   | –   | –   | –   | –   | –   | –   | –   | –   | –   | –    | 1   | –   | –   | –   | –   | 1          | Régionalistes, 48              |
|  | PPM         | –   | –   | –   | –   | –   | –   | –   | –   | –   | –   | –   | –   | –   | –   | –   | –   | –   | –   | –   | –   | –    | –   | 9   | –   | –   | –   | 9          | Régionalistes, 48              |
|  | MIM         | –   | –   | –   | –   | –   | –   | –   | –   | –   | –   | –   | –   | –   | –   | –   | –   | –   | –   | –   | –   | –    | –   | 9   | –   | –   | –   | 9          | Régionalistes, 48              |
|  | Inseme pa C | –   | –   | –   | –   | –   | –   | –   | 5   | –   | –   | –   | –   | –   | –   | –   | –   | –   | –   | –   | –   | –    | –   | –   | –   | –   | –   | 5          | Régionalistes, 48              |
|  | CL          | –   | –   | –   | –   | –   | –   | –   | 4   | –   | –   | –   | –   | –   | –   | –   | –   | –   | –   | –   | –   | –    | –   | –   | –   | –   | –   | 4          | Régionalistes, 48              |
|  | Chjama n.   | –   | –   | –   | –   | –   | –   | –   | 2   | –   | –   | –   | –   | –   | –   | –   | –   | –   | –   | –   | –   | –    | –   | –   | –   | –   | –   | 2          | Régionalistes, 48              |
|  | CDI         | –   | –   | –   | –   | –   | –   | –   | –   | –   | –   | –   | –   | –   | –   | –   | –   | –   | –   | –   | –   | –    | –   | –   | 2   | –   | –   | 2          | Régionalistes, 48              |
|  | CNCP        | –   | –   | –   | –   | –   | –   | –   | –   | –   | –   | –   | –   | –   | –   | –   | –   | –   | –   | –   | –   | –    | –   | 1   | –   | –   | –   | 1          | Régionalistes, 48              |
|  | Palima      | –   | –   | –   | –   | –   | –   | –   | –   | –   | –   | –   | –   | –   | –   | –   | –   | –   | –   | –   | –   | –    | –   | 1   | –   | –   | –   | 1          | Régionalistes, 48              |
|  |             | ALS | AQU | AUV | BOU | BRE | CEN | CHA | COR | FRC | IDF | LAN | LIM | LOR | MID | NPC | BNO | HNO | PDL | PIC | POI | PACA | RHO | MAR | GUA | GUY | REU | TOTAL ÉLUS |                                |
|  | PCF (UG)    | –   | –   | –   | 5   | 6   | –   | 6   | –   | –   | –   | –   | –   | 5   | –   | –   | 4   | –   | –   | –   | –   | –    | –   | –   | –   | –   | –   | 26         | Gauche et extrême-gauche, 39   |
|  | MUP         | –   | –   | –   | –   | –   | –   | –   | –   | –   | 1   | –   | –   | –   | –   | –   | –   | –   | –   | 3   | –   | –    | –   | –   | –   | –   | –   | 4          | Gauche et extrême-gauche, 39   |
|  | PPDG        | –   | –   | –   | –   | –   | –   | –   | –   | –   | –   | –   | –   | –   | –   | –   | –   | –   | –   | –   | –   | –    | –   | –   | 2   | –   | –   | 2          | Gauche et extrême-gauche, 39   |
|  | MDES        | –   | –   | –   | –   | –   | –   | –   | –   | –   | –   | –   | –   | –   | –   | –   | –   | –   | –   | –   | –   | –    | –   | –   | –   | 2   | –   | 2          | Gauche et extrême-gauche, 39   |
|  | PCR         | –   | –   | –   | –   | –   | –   | –   | –   | –   | –   | –   | –   | –   | –   | –   | –   | –   | –   | –   | –   | –    | –   | –   | –   | –   | 2   | 2          | Gauche et extrême-gauche, 39   |
|  | IDG         | –   | –   | –   | –   | –   | –   | –   | –   | –   | –   | –   | –   | –   | –   | –   | –   | –   | –   | 1   | –   | –    | –   | –   | –   | –   | –   | 1          | Gauche et extrême-gauche, 39   |
|  | ADS         | –   | –   | –   | –   | –   | –   | –   | –   | –   | –   | –   | 1   | –   | –   | –   | –   | –   | –   | –   | –   | –    | –   | –   | –   | –   | –   | 1          | Gauche et extrême-gauche, 39   |
|  | CAP         | –   | –   | –   | –   | –   | –   | –   | –   | –   | 1   | –   | –   | –   | –   | –   | –   | –   | –   | –   | –   | –    | –   | –   | –   | –   | –   | 1          | Gauche et extrême-gauche, 39   |
|  | FDG - PCF   | –   | 1   | 6   | –   | –   | 8   | –   | 5   | –   | 12  | 4   | 3   | –   | 4   | 11  | –   | 4   | 5   | –   | –   | 7    | 6   | –   | –   | –   | –   | 76         | Front de gauche et alliés, 104 |
|  | FDG - PG    | –   | 2   | 2   | –   | –   | –   | –   | –   | –   | 4   | –   | 1   | –   | 2   | 2   | –   | 1   | –   | –   | –   | 1    | 2   | –   | –   | –   | –   | 17         | Front de gauche et alliés, 104 |
|  | FDG - GU    | –   | –   | 1   | –   | –   | –   | –   | –   | –   | 1   | –   | –   | –   | 1   | 1   | –   | 1   | –   | –   | –   | –    | 1   | –   | –   | –   | –   | 6          | Front de gauche et alliés, 104 |
|  | FDG - DVG   | –   | –   | –   | –   | –   | –   | –   | –   | –   | –   | –   | –   | –   | –   | –   | –   | –   | –   | –   | –   | –    | 1   | –   | –   | –   | –   | 1          | Front de gauche et alliés, 104 |
|  | NPA         | –   | –   | –   | –   | –   | –   | –   | –   | –   | –   | –   | 2   | –   | –   | –   | –   | –   | –   | –   | –   | –    | –   | –   | –   | –   | –   | 2          | Front de gauche et alliés, 104 |
|  | AC          | –   | –   | –   | –   | –   | –   | –   | –   | –   | 1   | –   | –   | –   | –   | –   | –   | –   | –   | –   | –   | –    | –   | –   | –   | –   | –   | 1          | Front de gauche et alliés, 104 |
|  | ALT         | –   | –   | –   | –   | –   | –   | –   | –   | –   | 1   | –   | –   | –   | –   | –   | –   | –   | –   | –   | –   | –    | –   | –   | –   | –   | –   | 1          | Front de gauche et alliés, 104 |
|  |             | ALS | AQU | AUV | BOU | BRE | CEN | CHA | COR | FRC | IDF | LAN | LIM | LOR | MID | NPC | BNO | HNO | PDL | PIC | POI | PACA | RHO | MAR | GUA | GUY | REU | TOTAL ÉLUS |                                |